# 2020年東京オリンピックの野球競技
2020年東京オリンピックの野球競技（2020ねんとうきょうオリンピックのやきゅうきょうぎ）は、世界野球ソフトボール連盟（WBSC）管轄の下で実施された2020年東京オリンピックでの野球・ソフトボール競技の追加種目野球である。2021年7月28日から8月7日まで開催され、2008年北京オリンピック以来3大会ぶりの開催となった。

## 経緯
2016年
- 8月4日 - 国際オリンピック委員会の総会において開催都市が選定する追加種目として、野球・ソフトボールの実施が決定[4]。
- 12月7日 - 会場が横浜スタジアムに決定したことが発表された[5]。

2017年

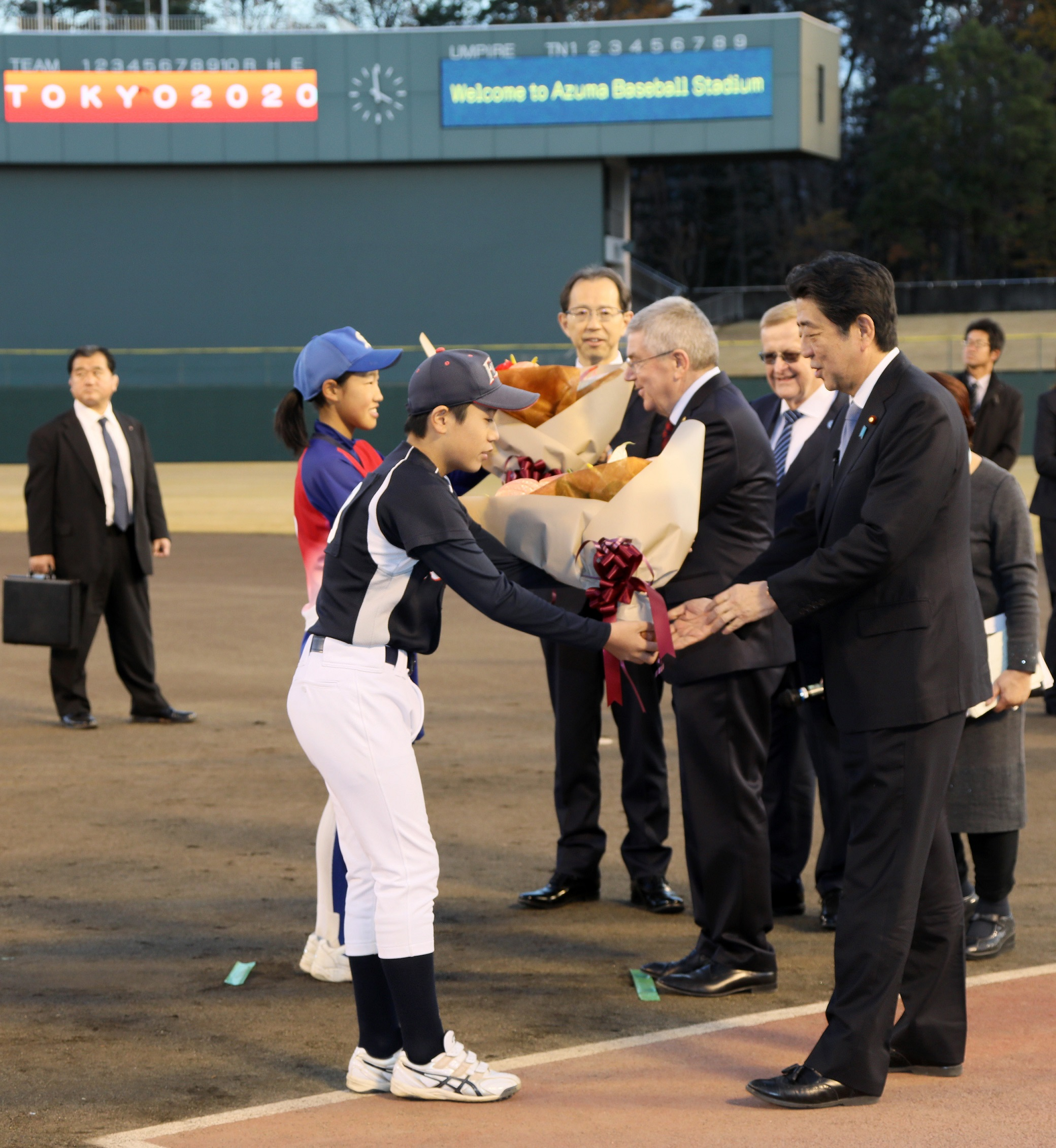
2018年11月、当時の日本国内閣総理大臣 安倍晋三と国際オリンピック委員会会長トーマス・バッハが福島県を訪問。今大会会場の福島県営あづま球場を視察し、地元の野球少年から花束を受け取る

- 3月17日 - 福島県（福島あづま球場）での一部開催が決定した[6]。

2018年
- 7月 - 競技方式が決定[7]。

2021年
- 6月21日 - 大会組織委員会は、新型コロナウイルス感染症の影響により、観客数の上限を収容人数の50%以内で1万人とすることを発表した[8]。これにより、野球競技は全ての試合で観客の上限が1万人となる[9]。

- 6月28日 - WBSCがオープニングラウンドのスケジュールを発表[10]。

- 7月8日 - 大会組織委員会は、大会期間中の東京都への緊急事態宣言の発出が決定したことを受け、東京都・神奈川県・千葉県・埼玉県で開催される全セッションを無観客にすると発表。これにより、横浜スタジアムでの試合は無観客試合となる[11]。

- 7月10日 - 福島県は、直近の新型コロナウイルス感染症の状況悪化などを理由に、県内の競技全セッションを無観客で開催すると発表。これにより、野球競技はすべての試合で無観客開催となる[12]。

## 競技日程
| OR | オープニングラウンド | F | 決勝トーナメント |

| 7/28 | 7/29 | 7/30 | 7/31 | 8/1 | 8/2 | 8/3 | 8/4 | 8/5 | 8/6 | 8/7 |
| ---- | ---- | ---- | ---- | --- | --- | --- | --- | --- | --- | --- |
| OR   | OR   | OR   | OR   | F   | F   | F   | F   | F   |     | F   |

## 競技方式
男子野球1種目を実施。オープニングラウンドで6チームを2組に分けて各組1位から3位を決め、決勝トーナメントでは敗者復活を含む変則トーナメント（ページシステム方式）を全チームで行う。試合数は合計16。各組2位・3位の計4チームから勝ち上がったチームが各組1位同士による試合の勝者と対戦し、決勝進出チームを決める。敗者復活は各組3位同士の対戦での敗者を除く4チームで変則的なトーナメントを戦い、勝ち上がったチームが決勝に進む。途中で敗れた2チームが3位決定戦に回る。この方式を、大会組織委員会は「消化試合がなく、全ての試合がメダルに絡む」と説明した。ただし大会前に新型コロナ感染症などで棄権するチームが出た場合は、オープニングラウンドで残りチームによる総当り戦を行ったのち順位決定戦（決勝、3位決定戦）を行うとしている。

## 大会ルール
参考
- 代表資格

五輪憲章に基づく（当該国の有効なパスポートの保持）
- 出場登録人数

24人
- 9イニング制
- 投球間隔

20秒
- 監督のチャレンジによるリプレー検証あり
- 使用球

WBSC公認球（エスエスケイ社製）
- 球数制限

なし
- 試合方式

延長戦 - 9回を終えて同点である場合10回よりタイブレーク方式（無死一・二塁、継続打順）を採用。引き分けなしの完全決着制。
コールドゲーム - 5・6回終了時に15点差以上、7・8回終了時に10点差以上がついた場合は大会規定によりコールドゲームとして試合成立とみなす。ただし、決勝と3位決定戦では適用しない。
指名打者適用
- オープニングラウンドの順位決定方法（同じ勝敗数で終了した場合）

1. 該当チームの直接対決の勝敗
2. 該当チームのTQB[注 1]が大きい順
3. 該当チームのER-TQB[注 2]が大きい順
4. 該当チームの打率
5. コイントス

## 競技会場
- 福島あづま球場（福島県福島市）- 1次リーグ初日（7月28日）のみ開催
- 横浜スタジアム（神奈川県横浜市中区） -7月29日以降の全試合を開催

## 出場枠
| 大会                | 日程                     | 開催都市                                                  | 枠数 | 出場権獲得     | 出場回数       |
| ------------------- | ------------------------ | --------------------------------------------------------- | ---- | -------------- | -------------- |
| 開催国              | -                        | -                                                         | 1    | 日本           | 6大会連続6回目 |
| アフリカ/欧州予選   | 2019年9月18日 - 9月22日  | ボローニャ・パルマ                                        | 1    | イスラエル     | 初出場         |
| 2019 WBSCプレミア12 | 2019年11月2日 - 11月17日 | 東京（決勝） 千葉 サポパン 台中・桃園 ソウル              | 2    | 韓国           | 2大会連続4回目 |
| 2019 WBSCプレミア12 | 2019年11月2日 - 11月17日 | 東京（決勝） 千葉 サポパン 台中・桃園 ソウル              | 2    | メキシコ       | 初出場         |
| アメリカ大陸予選    | 2021年5月31日 - 6月5日   | フロリダ州（ポートセントルーシー ・ウェストパームビーチ） | 1    | アメリカ合衆国 | 2大会連続5回目 |
| 世界最終予選        | 2021年6月22日 - 6月26日  | プエブラ                                                  | 1    | ドミニカ共和国 | 5大会ぶり2回目 |
| TOTAL               |                          |                                                           | 6    |                |                |

### アフリカ/欧州予選
2019年ヨーロッパ野球選手権大会の上位5か国（オランダ、イタリア、スペイン、イスラエル、チェコ）と2019年アフリカ野球選手権大会優勝の南アフリカが出場した。
1位のイスラエルがオリンピック出場を決め、2位のオランダは世界最終予選に出場する。

### 2019 WBSCプレミア12
2018年末時点のWBSC世界ランキングの上位12か国が出場した。
開催国の日本を除いたアジア/オセアニア最上位国（準優勝）の韓国とアメリカ大陸最上位国（3位）のメキシコがオリンピック出場を決めた。

### アメリカ大陸予選
2019 WBSCプレミア12に出場してオリンピック出場権を得ていないアメリカ大陸の6か国（アメリカ合衆国、キューバ、カナダ、プエルトリコ、ベネズエラ、ドミニカ共和国）とそれらの国を除く2019年パンアメリカン競技大会における野球競技の上位2か国（コロンビア、ニカラグア）の計8か国が出場する。
1位のアメリカ合衆国がオリンピック出場を決め、2位のドミニカ共和国と3位のベネズエラは世界最終予選に出場する。

### 世界最終予選
アフリカ/欧州予選2位のオランダ、2019年アジア野球選手権大会に出場してオリンピック出場権を得ていない上位2か国（チャイニーズタイペイ、中国）、アメリカ大陸予選2位のドミニカ共和国と3位のベネズエラ、オセアニア代表（オーストラリア）の計6か国が出場する予定であったが、中国とチャイニーズタイペイとオーストラリアが出場を辞退したことから、残る3か国で争われる。
1位のドミニカ共和国がオリンピック出場権を獲得した。

## 試合日程・結果
| 日付          | 試合                  | 試合          | 先攻           | スコア | 後攻           | 開催球場           | 開催球場                                                                         |
| ------------- | --------------------- | ------------- | -------------- | ------ | -------------- | ------------------ | -------------------------------------------------------------------------------- |
| 7月28日（水） | オープニング ラウンド | グループA     | ドミニカ共和国 | 3－4x  | 日本           | 福島県営あづま球場 | 大会主会場 · （東京オリンピック · （スタジアム）福島県営あづま球場横浜スタジアム |
| 7月29日（木） | オープニング ラウンド | グループB     | イスラエル     | 5－6x  | 韓国           | 横浜スタジアム     | 大会主会場 · （東京オリンピック · （スタジアム）福島県営あづま球場横浜スタジアム |
| 7月30日（金） | オープニング ラウンド | グループA     | メキシコ       | 0－1   | ドミニカ共和国 | 横浜スタジアム     | 大会主会場 · （東京オリンピック · （スタジアム）福島県営あづま球場横浜スタジアム |
| 7月30日（金） | オープニング ラウンド | グループB     | アメリカ合衆国 | 8－1   | イスラエル     | 横浜スタジアム     | 大会主会場 · （東京オリンピック · （スタジアム）福島県営あづま球場横浜スタジアム |
| 7月31日（土） | オープニング ラウンド | グループA     | 日本           | 7－4   | メキシコ       | 横浜スタジアム     | 大会主会場 · （東京オリンピック · （スタジアム）福島県営あづま球場横浜スタジアム |
| 7月31日（土） | オープニング ラウンド | グループB     | 韓国           | 2－4   | アメリカ合衆国 | 横浜スタジアム     | 大会主会場 · （東京オリンピック · （スタジアム）福島県営あづま球場横浜スタジアム |
| 8月01日（日） | ノックアウト ステージ | 1回戦         | イスラエル     | 12－5  | メキシコ       | 横浜スタジアム     | 大会主会場 · （東京オリンピック · （スタジアム）福島県営あづま球場横浜スタジアム |
| 8月01日（日） | ノックアウト ステージ | 1回戦         | ドミニカ共和国 | 3－4x  | 韓国           | 横浜スタジアム     | 大会主会場 · （東京オリンピック · （スタジアム）福島県営あづま球場横浜スタジアム |
| 8月02日（月） | ノックアウト ステージ | 2回戦         | イスラエル     | 1－11  | 韓国           | 横浜スタジアム     | 大会主会場 · （東京オリンピック · （スタジアム）福島県営あづま球場横浜スタジアム |
| 8月02日（月） | ノックアウト ステージ | 2回戦         | アメリカ合衆国 | 6－7x  | 日本           | 横浜スタジアム     | 大会主会場 · （東京オリンピック · （スタジアム）福島県営あづま球場横浜スタジアム |
| 8月03日（火） | ノックアウト ステージ | 敗者復活1回戦 | イスラエル     | 6－7x  | ドミニカ共和国 | 横浜スタジアム     | 大会主会場 · （東京オリンピック · （スタジアム）福島県営あづま球場横浜スタジアム |
| 8月04日（水） | ノックアウト ステージ | 敗者復活2回戦 | ドミニカ共和国 | 1－3   | アメリカ合衆国 | 横浜スタジアム     | 大会主会場 · （東京オリンピック · （スタジアム）福島県営あづま球場横浜スタジアム |
| 8月04日（水） | ノックアウト ステージ | 準決勝        | 韓国           | 2－5   | 日本           | 横浜スタジアム     | 大会主会場 · （東京オリンピック · （スタジアム）福島県営あづま球場横浜スタジアム |
| 8月05日（木） | ノックアウト ステージ | 準決勝        | 韓国           | 2－7   | アメリカ合衆国 | 横浜スタジアム     | 大会主会場 · （東京オリンピック · （スタジアム）福島県営あづま球場横浜スタジアム |
| 8月06日（金） | ノックアウト ステージ |               | 休養日         | 休養日 | 休養日         | 横浜スタジアム     | 大会主会場 · （東京オリンピック · （スタジアム）福島県営あづま球場横浜スタジアム |
| 8月07日（土） | ノックアウト ステージ | 3位決定戦     | ドミニカ共和国 | 10－6  | 韓国           | 横浜スタジアム     | 大会主会場 · （東京オリンピック · （スタジアム）福島県営あづま球場横浜スタジアム |
| 8月07日（土） | ノックアウト ステージ | 決勝戦        | アメリカ合衆国 | 0－2   | 日本           | 横浜スタジアム     | 大会主会場 · （東京オリンピック · （スタジアム）福島県営あづま球場横浜スタジアム |

### オープニングラウンド
| 順位 | グループA            | グループA | グループA | グループA | グループA          | グループA    | グループB            | グループB | グループB | グループB          | グループB    | グループB      | ノックアウト ステージ進出先 |
| 順位 | チーム（世界ランク） | 勝利      | 敗戦      | 対戦相手  | 対戦相手           | 対戦相手     | チーム（世界ランク） | 勝利      | 敗戦      | 対戦相手           | 対戦相手     | 対戦相手       | ノックアウト ステージ進出先 |
| 順位 | チーム（世界ランク） | 勝利      | 敗戦      | 日本の旗  | ドミニカ共和国の旗 | メキシコの旗 | チーム（世界ランク） | 勝利      | 敗戦      | アメリカ合衆国の旗 | 大韓民国の旗 | イスラエルの旗 | ノックアウト ステージ進出先 |
| ---- | -------------------- | --------- | --------- | --------- | ------------------ | ------------ | -------------------- | --------- | --------- | ------------------ | ------------ | -------------- | --------------------------- |
| 1    | 日本（#1）           | 2         | 0         | －        | ○4－3              | ○7－4        | アメリカ合衆国（#4） | 2         | 0         | －                 | ○4－2        | ○8－1          | 2回戦（第10試合）           |
| 2    | ドミニカ共和国（#7） | 1         | 1         | ×3－4     | －                 | ○1－0        | 韓国（#3）           | 1         | 1         | ×2－4              | －           | ○6－5          | 1回戦（第08試合）           |
| 3    | メキシコ（#5）       | 0         | 2         | ×4－7     | ×0－1              | －           | イスラエル（#24）    | 0         | 2         | ×1－8              | ×5－6        | －             | 1回戦（第07試合）           |

※ 世界ランクは、大会開幕時の最新版である2021年6月28日付のもの。

#### 7月28日 第1試合（グループA）
|                          | 1 | 2 | 3 | 4 | 5 | 6 | 7 | 8 | 9  | R | H | E |
| ------------------------ | - | - | - | - | - | - | - | - | -- | - | - | - |
| ドミニカ共和国（0勝1敗） | 0 | 0 | 0 | 0 | 0 | 0 | 2 | 0 | 1  | 3 | 8 | 0 |
| 日本（1勝0敗）           | 0 | 0 | 0 | 0 | 0 | 0 | 1 | 0 | 3x | 4 | 9 | 0 |

1. 勝利：栗林良吏（1勝）
2. 敗戦：ハイロ・アセンシオ（1敗）
3. 審判
［球審］Hua-Wen Chi（チャイニーズタイペイ）
［塁審］一塁: Trevor Grieve（カナダ）、二塁: Kevin Sweeney（アメリカ合衆国）、三塁: Jair Fernandez（メキシコ）
4. 試合開始時刻: 午後0時00分  試合時間: 3時間16分  気温: 31°C  湿度: 65％
詳細: Olympics（日本語） / WBSC（日本語） / ESPN.com（英語）

| ドミニカ共和国 | ドミニカ共和国 | ドミニカ共和国  | ドミニカ共和国 | ドミニカ共和国 | 日本     | 日本     | 日本     | 日本 | 日本                                                                             |
| -------------- | -------------- | --------------- | -------------- | --- | -------- | -------- | -------- | ---- | -------------------------------------------------------------------------------- |
| 打順           | 守備           | 選手            | 打席           | C・メルセデスC・バレリオJ・バティスタG・ヌニェスE・メヒアJ・グーズマンJ・ミーゼスE・ボニファシオJ・ロドリゲスJ・フランシスコ | 打順     | 守備     | 選手     | 打席 | 山本由伸甲斐拓也浅村栄斗菊池涼介村上宗隆坂本勇人吉田正尚柳田悠岐鈴木誠也山田哲人 |
| 1              | 中             | E・ボニファシオ | 両             | C・メルセデスC・バレリオJ・バティスタG・ヌニェスE・メヒアJ・グーズマンJ・ミーゼスE・ボニファシオJ・ロドリゲスJ・フランシスコ | 1        | DH       | 山田哲人 | 右   | 山本由伸甲斐拓也浅村栄斗菊池涼介村上宗隆坂本勇人吉田正尚柳田悠岐鈴木誠也山田哲人 |
| 2              | 右             | J・ロドリゲス   | 右             | C・メルセデスC・バレリオJ・バティスタG・ヌニェスE・メヒアJ・グーズマンJ・ミーゼスE・ボニファシオJ・ロドリゲスJ・フランシスコ | 2        | 遊       | 坂本勇人 | 右   | 山本由伸甲斐拓也浅村栄斗菊池涼介村上宗隆坂本勇人吉田正尚柳田悠岐鈴木誠也山田哲人 |
| 3              | 一             | J・バティスタ   | 右             | C・メルセデスC・バレリオJ・バティスタG・ヌニェスE・メヒアJ・グーズマンJ・ミーゼスE・ボニファシオJ・ロドリゲスJ・フランシスコ | 3        | 左       | 吉田正尚 | 左   | 山本由伸甲斐拓也浅村栄斗菊池涼介村上宗隆坂本勇人吉田正尚柳田悠岐鈴木誠也山田哲人 |
| 4              | DH             | J・フランシスコ | 左             | C・メルセデスC・バレリオJ・バティスタG・ヌニェスE・メヒアJ・グーズマンJ・ミーゼスE・ボニファシオJ・ロドリゲスJ・フランシスコ | 4        | 右       | 鈴木誠也 | 右   | 山本由伸甲斐拓也浅村栄斗菊池涼介村上宗隆坂本勇人吉田正尚柳田悠岐鈴木誠也山田哲人 |
| 5              | 左             | J・ミーゼス     | 右             | C・メルセデスC・バレリオJ・バティスタG・ヌニェスE・メヒアJ・グーズマンJ・ミーゼスE・ボニファシオJ・ロドリゲスJ・フランシスコ | 5        | 一       | 浅村栄斗 | 右   | 山本由伸甲斐拓也浅村栄斗菊池涼介村上宗隆坂本勇人吉田正尚柳田悠岐鈴木誠也山田哲人 |
| 6              | 三             | E・メヒア       | 両             | C・メルセデスC・バレリオJ・バティスタG・ヌニェスE・メヒアJ・グーズマンJ・ミーゼスE・ボニファシオJ・ロドリゲスJ・フランシスコ | 6        | 中       | 柳田悠岐 | 左   | 山本由伸甲斐拓也浅村栄斗菊池涼介村上宗隆坂本勇人吉田正尚柳田悠岐鈴木誠也山田哲人 |
| 7              | 遊             | J・グーズマン   | 両             | C・メルセデスC・バレリオJ・バティスタG・ヌニェスE・メヒアJ・グーズマンJ・ミーゼスE・ボニファシオJ・ロドリゲスJ・フランシスコ | 7        | 二       | 菊池涼介 | 右   | 山本由伸甲斐拓也浅村栄斗菊池涼介村上宗隆坂本勇人吉田正尚柳田悠岐鈴木誠也山田哲人 |
| 8              | 捕             | C・バレリオ     | 両             | C・メルセデスC・バレリオJ・バティスタG・ヌニェスE・メヒアJ・グーズマンJ・ミーゼスE・ボニファシオJ・ロドリゲスJ・フランシスコ | 8        | 三       | 村上宗隆 | 左   | 山本由伸甲斐拓也浅村栄斗菊池涼介村上宗隆坂本勇人吉田正尚柳田悠岐鈴木誠也山田哲人 |
| 9              | 二             | G・ヌニェス     | 両             | C・メルセデスC・バレリオJ・バティスタG・ヌニェスE・メヒアJ・グーズマンJ・ミーゼスE・ボニファシオJ・ロドリゲスJ・フランシスコ | 9        | 捕       | 甲斐拓也 | 右   | 山本由伸甲斐拓也浅村栄斗菊池涼介村上宗隆坂本勇人吉田正尚柳田悠岐鈴木誠也山田哲人 |
| 先発投手       | 先発投手       | 先発投手        | 投球           | C・メルセデスC・バレリオJ・バティスタG・ヌニェスE・メヒアJ・グーズマンJ・ミーゼスE・ボニファシオJ・ロドリゲスJ・フランシスコ | 先発投手 | 先発投手 | 先発投手 | 投球 | 山本由伸甲斐拓也浅村栄斗菊池涼介村上宗隆坂本勇人吉田正尚柳田悠岐鈴木誠也山田哲人 |
| C・メルセデス  | C・メルセデス  | C・メルセデス   | 左             | C・メルセデスC・バレリオJ・バティスタG・ヌニェスE・メヒアJ・グーズマンJ・ミーゼスE・ボニファシオJ・ロドリゲスJ・フランシスコ | 山本由伸 | 山本由伸 | 山本由伸 | 右   | 山本由伸甲斐拓也浅村栄斗菊池涼介村上宗隆坂本勇人吉田正尚柳田悠岐鈴木誠也山田哲人 |

#### 7月29日 第2試合（グループB）
|                      | 1 | 2 | 3 | 4 | 5 | 6 | 7 | 8 | 9 | 10 | R | H  | E |
| -------------------- | - | - | - | - | - | - | - | - | - | -- | - | -- | - |
| イスラエル（0勝1敗） | 0 | 0 | 2 | 0 | 0 | 2 | 0 | 0 | 1 | 0  | 5 | 7  | 0 |
| 韓国（1勝0敗）       | 0 | 0 | 0 | 2 | 0 | 0 | 3 | 0 | 0 | 1x | 6 | 11 | 0 |

1. （延長10回）
2. 勝利：呉昇桓（1勝）
3. 敗戦：ジェレミー・ブライヒ（1敗）
4. 本塁打
イスラエル：イアン・キンズラー1号2ラン、ライアン・ラバーンウェイ1号2ラン・2号ソロ
韓国：呉智煥1号2ラン、李政厚1号ソロ、金賢洙1号ソロ
5. 審判
［球審］森健次郎（日本）
［塁審］一塁: Edwin Hernandez（プエルトリコ）、二塁: Mark Winters（アメリカ合衆国）、三塁: Fabrizio Fabrizi（イタリア）
6. 試合開始時刻: 午後7時00分  試合時間: 3時間21分  気温: 28°C  湿度: 73％
詳細: Olympics（日本語） / WBSC（日本語） / ESPN.com（英語）

| イスラエル    | イスラエル    | イスラエル        | イスラエル | イスラエル | 韓国     | 韓国     | 韓国     | 韓国 | 韓国                                                         |
| ------------- | ------------- | ----------------- | ---------- | --- | -------- | -------- | -------- | ---- | ------------------------------------------------------------ |
| 打順          | 守備          | 選手              | 打席       | J・モスコットR・ラバーンウェイD・バレンシアI・キンズラーT・ケリーS・バーチャムR・パラーB・ガイレンM・グラッサーN・リックレス | 打順     | 守備     | 選手     | 打席 | 元兌仁姜珉鎬呉在一金慧成許敬民呉智煥金賢洙朴海旻李政厚姜白虎 |
| 1             | 二            | I・キンズラー     | 右         | J・モスコットR・ラバーンウェイD・バレンシアI・キンズラーT・ケリーS・バーチャムR・パラーB・ガイレンM・グラッサーN・リックレス | 1        | 中       | 朴海旻   | 左   | 元兌仁姜珉鎬呉在一金慧成許敬民呉智煥金賢洙朴海旻李政厚姜白虎 |
| 2             | 三            | T・ケリー         | 両         | J・モスコットR・ラバーンウェイD・バレンシアI・キンズラーT・ケリーS・バーチャムR・パラーB・ガイレンM・グラッサーN・リックレス | 2        | 右       | 李政厚   | 左   | 元兌仁姜珉鎬呉在一金慧成許敬民呉智煥金賢洙朴海旻李政厚姜白虎 |
| 3             | 一            | D・バレンシア     | 右         | J・モスコットR・ラバーンウェイD・バレンシアI・キンズラーT・ケリーS・バーチャムR・パラーB・ガイレンM・グラッサーN・リックレス | 3        | 左       | 金賢洙   | 左   | 元兌仁姜珉鎬呉在一金慧成許敬民呉智煥金賢洙朴海旻李政厚姜白虎 |
| 4             | 中            | B・ガイレン       | 左         | J・モスコットR・ラバーンウェイD・バレンシアI・キンズラーT・ケリーS・バーチャムR・パラーB・ガイレンM・グラッサーN・リックレス | 4        | DH       | 姜白虎   | 左   | 元兌仁姜珉鎬呉在一金慧成許敬民呉智煥金賢洙朴海旻李政厚姜白虎 |
| 5             | 捕            | R・ラバーンウェイ | 右         | J・モスコットR・ラバーンウェイD・バレンシアI・キンズラーT・ケリーS・バーチャムR・パラーB・ガイレンM・グラッサーN・リックレス | 5        | 一       | 呉在一   | 左   | 元兌仁姜珉鎬呉在一金慧成許敬民呉智煥金賢洙朴海旻李政厚姜白虎 |
| 6             | DH            | N・リックレス     | 右         | J・モスコットR・ラバーンウェイD・バレンシアI・キンズラーT・ケリーS・バーチャムR・パラーB・ガイレンM・グラッサーN・リックレス | 6        | 捕       | 姜珉鎬   | 右   | 元兌仁姜珉鎬呉在一金慧成許敬民呉智煥金賢洙朴海旻李政厚姜白虎 |
| 7             | 左            | R・パラー         | 左         | J・モスコットR・ラバーンウェイD・バレンシアI・キンズラーT・ケリーS・バーチャムR・パラーB・ガイレンM・グラッサーN・リックレス | 7        | 遊       | 呉智煥   | 左   | 元兌仁姜珉鎬呉在一金慧成許敬民呉智煥金賢洙朴海旻李政厚姜白虎 |
| 8             | 右            | M・グラッサー     | 右         | J・モスコットR・ラバーンウェイD・バレンシアI・キンズラーT・ケリーS・バーチャムR・パラーB・ガイレンM・グラッサーN・リックレス | 8        | 三       | 許敬民   | 右   | 元兌仁姜珉鎬呉在一金慧成許敬民呉智煥金賢洙朴海旻李政厚姜白虎 |
| 9             | 遊            | S・バーチャム     | 右         | J・モスコットR・ラバーンウェイD・バレンシアI・キンズラーT・ケリーS・バーチャムR・パラーB・ガイレンM・グラッサーN・リックレス | 9        | 二       | 金慧成   | 左   | 元兌仁姜珉鎬呉在一金慧成許敬民呉智煥金賢洙朴海旻李政厚姜白虎 |
| 先発投手      | 先発投手      | 先発投手          | 投球       | J・モスコットR・ラバーンウェイD・バレンシアI・キンズラーT・ケリーS・バーチャムR・パラーB・ガイレンM・グラッサーN・リックレス | 先発投手 | 先発投手 | 先発投手 | 投球 | 元兌仁姜珉鎬呉在一金慧成許敬民呉智煥金賢洙朴海旻李政厚姜白虎 |
| J・モスコット | J・モスコット | J・モスコット     | 右         | J・モスコットR・ラバーンウェイD・バレンシアI・キンズラーT・ケリーS・バーチャムR・パラーB・ガイレンM・グラッサーN・リックレス | 元兌仁   | 元兌仁   | 元兌仁   | 右   | 元兌仁姜珉鎬呉在一金慧成許敬民呉智煥金賢洙朴海旻李政厚姜白虎 |

#### 7月30日 第3試合（グループA）
|                          | 1 | 2 | 3 | 4 | 5 | 6 | 7 | 8 | 9 | R | H | E |
| ------------------------ | - | - | - | - | - | - | - | - | - | - | - | - |
| メキシコ（0勝1敗）       | 0 | 0 | 0 | 0 | 0 | 0 | 0 | 0 | 0 | 0 | 4 | 0 |
| ドミニカ共和国（1勝1敗） | 0 | 0 | 0 | 0 | 1 | 0 | 0 | 0 | X | 1 | 6 | 0 |

1. 勝利：エンジェル・サンチェス（1勝）
2. セーブ：ルイス・カスティージョ（1S）
3. 敗戦：テディ・スタンキーウィッチ（1敗）
4. 審判
［球審］Jorge Niebla（キューバ）
［塁審］一塁: Mark Winters（アメリカ合衆国）、二塁: Jairo Mendoza（ニカラグア）、三塁: Trent Thomas（オーストラリア）
5. 試合開始時刻: 午後0時00分  試合時間: 2時間49分  気温: 28°C  湿度: 82％
詳細: Olympics（日本語） / WBSC（日本語） / ESPN.com（英語）

| メキシコ              | メキシコ              | メキシコ              | メキシコ | メキシコ | ドミニカ共和国 | ドミニカ共和国 | ドミニカ共和国  | ドミニカ共和国 | ドミニカ共和国 |
| --------------------- | --------------------- | --------------------- | -------- | --- | -------------- | -------------- | --------------- | -------------- | --- |
| 打順                  | 守備                  | 選手                  | 打席     | T・スタンキーウィッチA・ソリスE・ナバーロR・ペーニャI・ロドリゲスD・エスピノーサJ・メネセスJ・ジョーンズS・エリサルデA・ゴンザレス | 打順           | 守備           | 選手            | 打席           | A・サンチェスC・バレリオJ・フラン · シスコG・ヌニェスE・メヒアJ・グーズマンJ・バティスタE・ボニファシオJ・ロドリゲスM・カブレラ |
| 1                     | 三                    | I・ロドリゲス         | 右       | T・スタンキーウィッチA・ソリスE・ナバーロR・ペーニャI・ロドリゲスD・エスピノーサJ・メネセスJ・ジョーンズS・エリサルデA・ゴンザレス | 1              | 中             | E・ボニファシオ | 両             | A・サンチェスC・バレリオJ・フラン · シスコG・ヌニェスE・メヒアJ・グーズマンJ・バティスタE・ボニファシオJ・ロドリゲスM・カブレラ |
| 2                     | 右                    | S・エリサルデ         | 左       | T・スタンキーウィッチA・ソリスE・ナバーロR・ペーニャI・ロドリゲスD・エスピノーサJ・メネセスJ・ジョーンズS・エリサルデA・ゴンザレス | 2              | DH             | M・カブレラ     | 両             | A・サンチェスC・バレリオJ・フラン · シスコG・ヌニェスE・メヒアJ・グーズマンJ・バティスタE・ボニファシオJ・ロドリゲスM・カブレラ |
| 3                     | 左                    | J・メネセス           | 右       | T・スタンキーウィッチA・ソリスE・ナバーロR・ペーニャI・ロドリゲスD・エスピノーサJ・メネセスJ・ジョーンズS・エリサルデA・ゴンザレス | 3              | 右             | J・ロドリゲス   | 右             | A・サンチェスC・バレリオJ・フラン · シスコG・ヌニェスE・メヒアJ・グーズマンJ・バティスタE・ボニファシオJ・ロドリゲスM・カブレラ |
| 4                     | DH                    | A・ゴンザレス         | 左       | T・スタンキーウィッチA・ソリスE・ナバーロR・ペーニャI・ロドリゲスD・エスピノーサJ・メネセスJ・ジョーンズS・エリサルデA・ゴンザレス | 4              | 一             | J・フランシスコ | 左             | A・サンチェスC・バレリオJ・フラン · シスコG・ヌニェスE・メヒアJ・グーズマンJ・バティスタE・ボニファシオJ・ロドリゲスM・カブレラ |
| 5                     | 遊                    | D・エスピノーサ       | 両       | T・スタンキーウィッチA・ソリスE・ナバーロR・ペーニャI・ロドリゲスD・エスピノーサJ・メネセスJ・ジョーンズS・エリサルデA・ゴンザレス | 5              | 左             | J・バティスタ   | 右             | A・サンチェスC・バレリオJ・フラン · シスコG・ヌニェスE・メヒアJ・グーズマンJ・バティスタE・ボニファシオJ・ロドリゲスM・カブレラ |
| 6                     | 一                    | E・ナバーロ           | 左       | T・スタンキーウィッチA・ソリスE・ナバーロR・ペーニャI・ロドリゲスD・エスピノーサJ・メネセスJ・ジョーンズS・エリサルデA・ゴンザレス | 6              | 三             | E・メヒア       | 両             | A・サンチェスC・バレリオJ・フラン · シスコG・ヌニェスE・メヒアJ・グーズマンJ・バティスタE・ボニファシオJ・ロドリゲスM・カブレラ |
| 7                     | 中                    | J・ジョーンズ         | 右       | T・スタンキーウィッチA・ソリスE・ナバーロR・ペーニャI・ロドリゲスD・エスピノーサJ・メネセスJ・ジョーンズS・エリサルデA・ゴンザレス | 7              | 遊             | J・グーズマン   | 両             | A・サンチェスC・バレリオJ・フラン · シスコG・ヌニェスE・メヒアJ・グーズマンJ・バティスタE・ボニファシオJ・ロドリゲスM・カブレラ |
| 8                     | 二                    | R・ペーニャ           | 両       | T・スタンキーウィッチA・ソリスE・ナバーロR・ペーニャI・ロドリゲスD・エスピノーサJ・メネセスJ・ジョーンズS・エリサルデA・ゴンザレス | 8              | 捕             | C・バレリオ     | 両             | A・サンチェスC・バレリオJ・フラン · シスコG・ヌニェスE・メヒアJ・グーズマンJ・バティスタE・ボニファシオJ・ロドリゲスM・カブレラ |
| 9                     | 捕                    | A・ソリス             | 右       | T・スタンキーウィッチA・ソリスE・ナバーロR・ペーニャI・ロドリゲスD・エスピノーサJ・メネセスJ・ジョーンズS・エリサルデA・ゴンザレス | 9              | 二             | G・ヌニェス     | 両             | A・サンチェスC・バレリオJ・フラン · シスコG・ヌニェスE・メヒアJ・グーズマンJ・バティスタE・ボニファシオJ・ロドリゲスM・カブレラ |
| 先発投手              | 先発投手              | 先発投手              | 投球     | T・スタンキーウィッチA・ソリスE・ナバーロR・ペーニャI・ロドリゲスD・エスピノーサJ・メネセスJ・ジョーンズS・エリサルデA・ゴンザレス | 先発投手       | 先発投手       | 先発投手        | 投球           | A・サンチェスC・バレリオJ・フラン · シスコG・ヌニェスE・メヒアJ・グーズマンJ・バティスタE・ボニファシオJ・ロドリゲスM・カブレラ |
| T・スタンキーウィッチ | T・スタンキーウィッチ | T・スタンキーウィッチ | 右       | T・スタンキーウィッチA・ソリスE・ナバーロR・ペーニャI・ロドリゲスD・エスピノーサJ・メネセスJ・ジョーンズS・エリサルデA・ゴンザレス | A・サンチェス  | A・サンチェス  | A・サンチェス   | 右             | A・サンチェスC・バレリオJ・フラン · シスコG・ヌニェスE・メヒアJ・グーズマンJ・バティスタE・ボニファシオJ・ロドリゲスM・カブレラ |

#### 7月30日 第4試合（グループB）
|                          | 1 | 2 | 3 | 4 | 5 | 6 | 7 | 8 | 9 | R | H  | E |
| ------------------------ | - | - | - | - | - | - | - | - | - | - | -- | - |
| アメリカ合衆国（1勝0敗） | 0 | 0 | 3 | 0 | 0 | 1 | 2 | 1 | 1 | 8 | 11 | 0 |
| イスラエル（0勝2敗）     | 0 | 0 | 0 | 1 | 0 | 0 | 0 | 0 | 0 | 1 | 7  | 2 |

1. 勝利：ジョー・ライアン（1勝）
2. 敗戦：ジョーイ・ワグマン（1敗）
3. 本塁打
アメリカ合衆国：タイラー・オースティン1号2ラン
イスラエル：ダニー・バレンシア1号ソロ
4. 審判
［球審］笠原昌春（日本）
［塁審］一塁: Kwang Hoe Kang（韓国）、二塁: Jair Fernandez（メキシコ）、三塁: Trevor Grieve（カナダ）
5. 試合開始時刻: 午後7時00分  試合時間: 2時間28分  気温: 27°C  湿度: 77％
詳細: Olympics（日本語） / WBSC（日本語） / ESPN.com（英語）

| アメリカ合衆国 | アメリカ合衆国 | アメリカ合衆国      | アメリカ合衆国 | アメリカ合衆国 | イスラエル  | イスラエル  | イスラエル        | イスラエル | イスラエル |
| -------------- | -------------- | ------------------- | -------------- | --- | ----------- | ----------- | ----------------- | ---------- | --- |
| 打順           | 守備           | 選手                | 打席           | J・ライアンM・コロスバリT・カサスE・アルバレスT・フレイ · ジャーN・アレンJ・ウェスト · ブルックB・スターリングE・フィリアT・オースティン | 打順        | 守備        | 選手              | 打席       | J・ワグマンR・ラバーンウェイD・バレンシアI・キンズラーT・ケリーS・バーチャムR・パラーB・ガイレンM・グラッサーN・リックレス |
| 1              | 左             | J・ウェストブルック | 右             | J・ライアンM・コロスバリT・カサスE・アルバレスT・フレイ · ジャーN・アレンJ・ウェスト · ブルックB・スターリングE・フィリアT・オースティン | 1           | 二          | I・キンズラー     | 右         | J・ワグマンR・ラバーンウェイD・バレンシアI・キンズラーT・ケリーS・バーチャムR・パラーB・ガイレンM・グラッサーN・リックレス |
| 2              | 二             | E・アルバレス       | 両             | J・ライアンM・コロスバリT・カサスE・アルバレスT・フレイ · ジャーN・アレンJ・ウェスト · ブルックB・スターリングE・フィリアT・オースティン | 2           | 三          | T・ケリー         | 両         | J・ワグマンR・ラバーンウェイD・バレンシアI・キンズラーT・ケリーS・バーチャムR・パラーB・ガイレンM・グラッサーN・リックレス |
| 3              | DH             | T・オースティン     | 右             | J・ライアンM・コロスバリT・カサスE・アルバレスT・フレイ · ジャーN・アレンJ・ウェスト · ブルックB・スターリングE・フィリアT・オースティン | 3           | 一          | D・バレンシア     | 右         | J・ワグマンR・ラバーンウェイD・バレンシアI・キンズラーT・ケリーS・バーチャムR・パラーB・ガイレンM・グラッサーN・リックレス |
| 4              | 一             | T・カサス           | 左             | J・ライアンM・コロスバリT・カサスE・アルバレスT・フレイ · ジャーN・アレンJ・ウェスト · ブルックB・スターリングE・フィリアT・オースティン | 4           | 中          | B・ガイレン       | 左         | J・ワグマンR・ラバーンウェイD・バレンシアI・キンズラーT・ケリーS・バーチャムR・パラーB・ガイレンM・グラッサーN・リックレス |
| 5              | 三             | T・フレイジャー     | 右             | J・ライアンM・コロスバリT・カサスE・アルバレスT・フレイ · ジャーN・アレンJ・ウェスト · ブルックB・スターリングE・フィリアT・オースティン | 5           | 捕          | R・ラバーンウェイ | 右         | J・ワグマンR・ラバーンウェイD・バレンシアI・キンズラーT・ケリーS・バーチャムR・パラーB・ガイレンM・グラッサーN・リックレス |
| 6              | 右             | E・フィリア         | 左             | J・ライアンM・コロスバリT・カサスE・アルバレスT・フレイ · ジャーN・アレンJ・ウェスト · ブルックB・スターリングE・フィリアT・オースティン | 6           | DH          | N・リックレス     | 右         | J・ワグマンR・ラバーンウェイD・バレンシアI・キンズラーT・ケリーS・バーチャムR・パラーB・ガイレンM・グラッサーN・リックレス |
| 7              | 捕             | M・コロスバリ       | 右             | J・ライアンM・コロスバリT・カサスE・アルバレスT・フレイ · ジャーN・アレンJ・ウェスト · ブルックB・スターリングE・フィリアT・オースティン | 7           | 左          | R・パラー         | 左         | J・ワグマンR・ラバーンウェイD・バレンシアI・キンズラーT・ケリーS・バーチャムR・パラーB・ガイレンM・グラッサーN・リックレス |
| 8              | 中             | B・スターリング     | 右             | J・ライアンM・コロスバリT・カサスE・アルバレスT・フレイ · ジャーN・アレンJ・ウェスト · ブルックB・スターリングE・フィリアT・オースティン | 8           | 右          | M・グラッサー     | 右         | J・ワグマンR・ラバーンウェイD・バレンシアI・キンズラーT・ケリーS・バーチャムR・パラーB・ガイレンM・グラッサーN・リックレス |
| 9              | 遊             | N・アレン           | 右             | J・ライアンM・コロスバリT・カサスE・アルバレスT・フレイ · ジャーN・アレンJ・ウェスト · ブルックB・スターリングE・フィリアT・オースティン | 9           | 遊          | S・バーチャム     | 右         | J・ワグマンR・ラバーンウェイD・バレンシアI・キンズラーT・ケリーS・バーチャムR・パラーB・ガイレンM・グラッサーN・リックレス |
| 先発投手       | 先発投手       | 先発投手            | 投球           | J・ライアンM・コロスバリT・カサスE・アルバレスT・フレイ · ジャーN・アレンJ・ウェスト · ブルックB・スターリングE・フィリアT・オースティン | 先発投手    | 先発投手    | 先発投手          | 投球       | J・ワグマンR・ラバーンウェイD・バレンシアI・キンズラーT・ケリーS・バーチャムR・パラーB・ガイレンM・グラッサーN・リックレス |
| J・ライアン    | J・ライアン    | J・ライアン         | 右             | J・ライアンM・コロスバリT・カサスE・アルバレスT・フレイ · ジャーN・アレンJ・ウェスト · ブルックB・スターリングE・フィリアT・オースティン | J・ワグマン | J・ワグマン | J・ワグマン       | 右         | J・ワグマンR・ラバーンウェイD・バレンシアI・キンズラーT・ケリーS・バーチャムR・パラーB・ガイレンM・グラッサーN・リックレス |

#### 7月31日 第5試合（グループA）
|                    | 1 | 2 | 3 | 4 | 5 | 6 | 7 | 8 | 9 | R | H  | E |
| ------------------ | - | - | - | - | - | - | - | - | - | - | -- | - |
| 日本（2勝0敗）     | 0 | 1 | 1 | 3 | 0 | 0 | 1 | 1 | 0 | 7 | 10 | 0 |
| メキシコ（0勝2敗） | 1 | 0 | 0 | 1 | 0 | 0 | 0 | 2 | 0 | 4 | 7  | 2 |

1. 勝利：森下暢仁（1勝）
2. セーブ：栗林良吏（1勝1S）
3. 敗戦：フアン・オラマス（1敗）
4. 本塁打
日本：山田哲人1号3ラン、坂本勇人1号ソロ
メキシコ：ジョーイ・メネセス1号2ラン
5. 審判
［球審］Kevin Sweeney（アメリカ合衆国）
［塁審］一塁: Jairo Mendoza（ニカラグア）、二塁: Edwin Hernandez（プエルトリコ）、三塁: Kwang Hoe Kang（韓国）
6. 試合開始時刻: 午後0時00分  試合時間: 3時間5分  気温: 31°C  湿度: 66％
詳細: Olympics（日本語） / WBSC（日本語） / ESPN.com（英語）

| 日本     | 日本     | 日本     | 日本 | 日本                                                                             | メキシコ    | メキシコ    | メキシコ        | メキシコ | メキシコ |
| -------- | -------- | -------- | ---- | -------------------------------------------------------------------------------- | ----------- | ----------- | --------------- | -------- | --- |
| 打順     | 守備     | 選手     | 打席 | 森下暢仁甲斐拓也浅村栄斗菊池涼介村上宗隆坂本勇人吉田正尚柳田悠岐鈴木誠也山田哲人 | 打順        | 守備        | 選手            | 打席     | J・オラマスA・ウィルソンE・ナバーロR・ペーニャI・ロドリゲスD・エスピノーサJ・メネセスJ・ジョーンズS・エリサルデA・ゴンザレス |
| 1        | DH       | 山田哲人 | 右   | 森下暢仁甲斐拓也浅村栄斗菊池涼介村上宗隆坂本勇人吉田正尚柳田悠岐鈴木誠也山田哲人 | 1           | 三          | I・ロドリゲス   | 右       | J・オラマスA・ウィルソンE・ナバーロR・ペーニャI・ロドリゲスD・エスピノーサJ・メネセスJ・ジョーンズS・エリサルデA・ゴンザレス |
| 2        | 遊       | 坂本勇人 | 右   | 森下暢仁甲斐拓也浅村栄斗菊池涼介村上宗隆坂本勇人吉田正尚柳田悠岐鈴木誠也山田哲人 | 2           | 右          | S・エリサルデ   | 左       | J・オラマスA・ウィルソンE・ナバーロR・ペーニャI・ロドリゲスD・エスピノーサJ・メネセスJ・ジョーンズS・エリサルデA・ゴンザレス |
| 3        | 左       | 吉田正尚 | 左   | 森下暢仁甲斐拓也浅村栄斗菊池涼介村上宗隆坂本勇人吉田正尚柳田悠岐鈴木誠也山田哲人 | 3           | 左          | J・メネセス     | 右       | J・オラマスA・ウィルソンE・ナバーロR・ペーニャI・ロドリゲスD・エスピノーサJ・メネセスJ・ジョーンズS・エリサルデA・ゴンザレス |
| 4        | 右       | 鈴木誠也 | 右   | 森下暢仁甲斐拓也浅村栄斗菊池涼介村上宗隆坂本勇人吉田正尚柳田悠岐鈴木誠也山田哲人 | 4           | DH          | A・ゴンザレス   | 左       | J・オラマスA・ウィルソンE・ナバーロR・ペーニャI・ロドリゲスD・エスピノーサJ・メネセスJ・ジョーンズS・エリサルデA・ゴンザレス |
| 5        | 一       | 浅村栄斗 | 右   | 森下暢仁甲斐拓也浅村栄斗菊池涼介村上宗隆坂本勇人吉田正尚柳田悠岐鈴木誠也山田哲人 | 5           | 遊          | D・エスピノーサ | 両       | J・オラマスA・ウィルソンE・ナバーロR・ペーニャI・ロドリゲスD・エスピノーサJ・メネセスJ・ジョーンズS・エリサルデA・ゴンザレス |
| 6        | 中       | 柳田悠岐 | 左   | 森下暢仁甲斐拓也浅村栄斗菊池涼介村上宗隆坂本勇人吉田正尚柳田悠岐鈴木誠也山田哲人 | 6           | 一          | E・ナバーロ     | 左       | J・オラマスA・ウィルソンE・ナバーロR・ペーニャI・ロドリゲスD・エスピノーサJ・メネセスJ・ジョーンズS・エリサルデA・ゴンザレス |
| 7        | 二       | 菊池涼介 | 右   | 森下暢仁甲斐拓也浅村栄斗菊池涼介村上宗隆坂本勇人吉田正尚柳田悠岐鈴木誠也山田哲人 | 7           | 中          | J・ジョーンズ   | 右       | J・オラマスA・ウィルソンE・ナバーロR・ペーニャI・ロドリゲスD・エスピノーサJ・メネセスJ・ジョーンズS・エリサルデA・ゴンザレス |
| 8        | 三       | 村上宗隆 | 左   | 森下暢仁甲斐拓也浅村栄斗菊池涼介村上宗隆坂本勇人吉田正尚柳田悠岐鈴木誠也山田哲人 | 8           | 二          | R・ペーニャ     | 両       | J・オラマスA・ウィルソンE・ナバーロR・ペーニャI・ロドリゲスD・エスピノーサJ・メネセスJ・ジョーンズS・エリサルデA・ゴンザレス |
| 9        | 捕       | 甲斐拓也 | 右   | 森下暢仁甲斐拓也浅村栄斗菊池涼介村上宗隆坂本勇人吉田正尚柳田悠岐鈴木誠也山田哲人 | 9           | 捕          | A・ウィルソン   | 右       | J・オラマスA・ウィルソンE・ナバーロR・ペーニャI・ロドリゲスD・エスピノーサJ・メネセスJ・ジョーンズS・エリサルデA・ゴンザレス |
| 先発投手 | 先発投手 | 先発投手 | 投球 | 森下暢仁甲斐拓也浅村栄斗菊池涼介村上宗隆坂本勇人吉田正尚柳田悠岐鈴木誠也山田哲人 | 先発投手    | 先発投手    | 先発投手        | 投球     | J・オラマスA・ウィルソンE・ナバーロR・ペーニャI・ロドリゲスD・エスピノーサJ・メネセスJ・ジョーンズS・エリサルデA・ゴンザレス |
| 森下暢仁 | 森下暢仁 | 森下暢仁 | 右   | 森下暢仁甲斐拓也浅村栄斗菊池涼介村上宗隆坂本勇人吉田正尚柳田悠岐鈴木誠也山田哲人 | J・オラマス | J・オラマス | J・オラマス     | 左       | J・オラマスA・ウィルソンE・ナバーロR・ペーニャI・ロドリゲスD・エスピノーサJ・メネセスJ・ジョーンズS・エリサルデA・ゴンザレス |

#### 7月31日 第6試合（グループB）
|                          | 1 | 2 | 3 | 4 | 5 | 6 | 7 | 8 | 9 | R | H | E |
| ------------------------ | - | - | - | - | - | - | - | - | - | - | - | - |
| 韓国（1勝1敗）           | 1 | 0 | 0 | 0 | 0 | 0 | 0 | 0 | 1 | 2 | 5 | 0 |
| アメリカ合衆国（2勝0敗） | 0 | 0 | 0 | 2 | 2 | 0 | 0 | 0 | X | 4 | 6 | 0 |

1. 勝利：ニック・マルティネス（1勝）
2. セーブ：デビッド・ロバートソン（1S）
3. 敗戦：高永表（1敗）
4. 本塁打
アメリカ合衆国：トリストン・カサス1号2ラン、ニック・アレン1号ソロ
5. 審判
［球審］Trevor Grieve（カナダ）
［塁審］一塁: Trent Thomas（オーストラリア）、二塁: 丹波幸一（日本）、三塁: 眞鍋勝已（日本）
6. 試合開始時刻: 午後7時00分  試合時間: 2時間40分  気温: 27°C  湿度: 77％
詳細: Olympics（日本語） / WBSC（日本語） / ESPN.com（英語）

| 韓国     | 韓国     | 韓国     | 韓国 | 韓国                                                         | アメリカ合衆国  | アメリカ合衆国  | アメリカ合衆国      | アメリカ合衆国 | アメリカ合衆国 |
| -------- | -------- | -------- | ---- | ------------------------------------------------------------ | --------------- | --------------- | ------------------- | -------------- | --- |
| 打順     | 守備     | 選手     | 打席 | 高永表梁義智呉在一金慧成許敬民呉智煥金賢洙朴海旻李政厚姜白虎 | 打順            | 守備            | 選手                | 打席           | N・マルティネスM・コロスバリT・カサスE・アルバレスT・フレイ · ジャーN・アレンJ・ウェスト · ブルックB・スターリングE・フィリアT・オースティン |
| 1        | 中       | 朴海旻   | 左   | 高永表梁義智呉在一金慧成許敬民呉智煥金賢洙朴海旻李政厚姜白虎 | 1               | 左              | J・ウェストブルック | 右             | N・マルティネスM・コロスバリT・カサスE・アルバレスT・フレイ · ジャーN・アレンJ・ウェスト · ブルックB・スターリングE・フィリアT・オースティン |
| 2        | 右       | 李政厚   | 左   | 高永表梁義智呉在一金慧成許敬民呉智煥金賢洙朴海旻李政厚姜白虎 | 2               | 二              | E・アルバレス       | 両             | N・マルティネスM・コロスバリT・カサスE・アルバレスT・フレイ · ジャーN・アレンJ・ウェスト · ブルックB・スターリングE・フィリアT・オースティン |
| 3        | 左       | 金賢洙   | 左   | 高永表梁義智呉在一金慧成許敬民呉智煥金賢洙朴海旻李政厚姜白虎 | 3               | DH              | T・オースティン     | 右             | N・マルティネスM・コロスバリT・カサスE・アルバレスT・フレイ · ジャーN・アレンJ・ウェスト · ブルックB・スターリングE・フィリアT・オースティン |
| 4        | DH       | 姜白虎   | 左   | 高永表梁義智呉在一金慧成許敬民呉智煥金賢洙朴海旻李政厚姜白虎 | 4               | 一              | T・カサス           | 左             | N・マルティネスM・コロスバリT・カサスE・アルバレスT・フレイ · ジャーN・アレンJ・ウェスト · ブルックB・スターリングE・フィリアT・オースティン |
| 5        | 捕       | 梁義智   | 右   | 高永表梁義智呉在一金慧成許敬民呉智煥金賢洙朴海旻李政厚姜白虎 | 5               | 三              | T・フレイジャー     | 右             | N・マルティネスM・コロスバリT・カサスE・アルバレスT・フレイ · ジャーN・アレンJ・ウェスト · ブルックB・スターリングE・フィリアT・オースティン |
| 6        | 一       | 呉在一   | 左   | 高永表梁義智呉在一金慧成許敬民呉智煥金賢洙朴海旻李政厚姜白虎 | 6               | 右              | E・フィリア         | 左             | N・マルティネスM・コロスバリT・カサスE・アルバレスT・フレイ · ジャーN・アレンJ・ウェスト · ブルックB・スターリングE・フィリアT・オースティン |
| 7        | 遊       | 呉智煥   | 左   | 高永表梁義智呉在一金慧成許敬民呉智煥金賢洙朴海旻李政厚姜白虎 | 7               | 捕              | M・コロスバリ       | 右             | N・マルティネスM・コロスバリT・カサスE・アルバレスT・フレイ · ジャーN・アレンJ・ウェスト · ブルックB・スターリングE・フィリアT・オースティン |
| 8        | 三       | 許敬民   | 右   | 高永表梁義智呉在一金慧成許敬民呉智煥金賢洙朴海旻李政厚姜白虎 | 8               | 中              | B・スターリング     | 右             | N・マルティネスM・コロスバリT・カサスE・アルバレスT・フレイ · ジャーN・アレンJ・ウェスト · ブルックB・スターリングE・フィリアT・オースティン |
| 9        | 二       | 金慧成   | 左   | 高永表梁義智呉在一金慧成許敬民呉智煥金賢洙朴海旻李政厚姜白虎 | 9               | 遊              | N・アレン           | 右             | N・マルティネスM・コロスバリT・カサスE・アルバレスT・フレイ · ジャーN・アレンJ・ウェスト · ブルックB・スターリングE・フィリアT・オースティン |
| 先発投手 | 先発投手 | 先発投手 | 投球 | 高永表梁義智呉在一金慧成許敬民呉智煥金賢洙朴海旻李政厚姜白虎 | 先発投手        | 先発投手        | 先発投手            | 投球           | N・マルティネスM・コロスバリT・カサスE・アルバレスT・フレイ · ジャーN・アレンJ・ウェスト · ブルックB・スターリングE・フィリアT・オースティン |
| 高永表   | 高永表   | 高永表   | 右   | 高永表梁義智呉在一金慧成許敬民呉智煥金賢洙朴海旻李政厚姜白虎 | N・マルティネス | N・マルティネス | N・マルティネス     | 右             | N・マルティネスM・コロスバリT・カサスE・アルバレスT・フレイ · ジャーN・アレンJ・ウェスト · ブルックB・スターリングE・フィリアT・オースティン |

### ノックアウトステージ
|  | 1回戦                        | 1回戦                                          |                                                |      | 2回戦                        | 2回戦     |           |  | 準決勝 | 準決勝 |  |  | 決勝戦 | 決勝戦 |
|  |                              |                                                |                                                |      |                              |           |           |  |        |        |  |  |        |        |
|  | 第7試合 8月1日（日）午後0時  |                                                |                                                |      |                              |           |           |  |        |        |  |  |        |        |
|  |                              |                                                |                                                |      |                              |           |           |  |        |        |  |  |        |        |
|  | A3位 メキシコ                | 5                                              |                                                |      |                              |           |           |  |        |        |  |  |        |        |
|  | A3位 メキシコ                | 5                                              | 第9試合 8月2日（月）午後0時                    |      |                              |           |           |  |        |        |  |  |        |        |
|  | B3位 イスラエル              | 12                                             |                                                |      |                              |           |           |  |        |        |  |  |        |        |
|  | B3位 イスラエル              | 12                                             | イスラエル                                     | 1    |                              |           |           |  |        |        |  |  |        |        |
|  | 第8試合 8月1日（日）午後7時  |                                                | イスラエル                                     | 1    |                              |           |           |  |        |        |  |  |        |        |
|  |                              | 韓国 (7)                                       | 11                                             |      |                              |           |           |  |        |        |  |  |        |        |
|  | A2位 ドミニカ共和国          | 韓国 (7)                                       | 11                                             | 3    |                              |           |           |  |        |        |  |  |        |        |
|  | A2位 ドミニカ共和国          |                                                | 第13試合 8月4日（水）午後7時                   | 3    |                              |           |           |  |        |        |  |  |        |        |
|  | B2位 韓国                    | 4                                              |                                                |      |                              |           |           |  |        |        |  |  |        |        |
|  | B2位 韓国                    | 4                                              | 韓国                                           | 2    |                              |           |           |  |        |        |  |  |        |        |
|  |                              |                                                | 韓国                                           | 2    |                              |           |           |  |        |        |  |  |        |        |
|  |                              | 日本                                           | 5                                              |      |                              |           |           |  |        |        |  |  |        |        |
|  |                              | 日本                                           | 5                                              |      |                              |           |           |  |        |        |  |  |        |        |
|  | 第10試合 8月2日（月）午後7時 |                                                |                                                |      |                              |           |           |  |        |        |  |  |        |        |
|  |                              |                                                |                                                |      |                              |           |           |  |        |        |  |  |        |        |
|  | A1位 日本 (10)               | 7                                              |                                                |      |                              |           |           |  |        |        |  |  |        |        |
|  | A1位 日本 (10)               | 7                                              |                                                |      |                              |           |           |  |        |        |  |  |        |        |
|  |                              |                                                | B1位 アメリカ合衆国                            | 6    |                              |           |           |  |        |        |  |  |        |        |
|  |                              |                                                | B1位 アメリカ合衆国                            | 6    |                              |           |           |  |        |        |  |  |        |        |
|  |                              |                                                | 第16試合 8月7日（土）午後7時                   |      |                              |           |           |  |        |        |  |  |        |        |
|  |                              |                                                |                                                |      |                              |           |           |  |        |        |  |  |        |        |
|  | 日本                         | 2                                              |                                                |      |                              |           |           |  |        |        |  |  |        |        |
|  | 日本                         | 2                                              | 第11試合 8月3日（火）午後7時 （敗者復活1回戦） |      |                              |           |           |  |        |        |  |  |        |        |
|  |                              | アメリカ合衆国                                 | 0                                              |      |                              |           |           |  |        |        |  |  |        |        |
|  | ドミニカ共和国               | アメリカ合衆国                                 | 0                                              | 7    |                              |           |           |  |        |        |  |  |        |        |
|  | ドミニカ共和国               | 第12試合 8月4日（水）午後0時 （敗者復活2回戦） |                                                | 7    |                              |           |           |  |        |        |  |  |        |        |
|  | イスラエル                   | 6                                              |                                                |      |                              |           |           |  |        |        |  |  |        |        |
|  | イスラエル                   | 6                                              | ドミニカ共和国                                 | 1    |                              |           |           |  |        |        |  |  |        |        |
|  |                              |                                                | ドミニカ共和国                                 | 1    |                              |           |           |  |        |        |  |  |        |        |
|  |                              |                                                | アメリカ合衆国                                 | 3    |                              |           |           |  |        |        |  |  |        |        |
|  |                              |                                                | アメリカ合衆国                                 | 3    |                              |           |           |  |        |        |  |  |        |        |
|  |                              |                                                | 第14試合 8月5日（木）午後7時                   |      |                              |           |           |  |        |        |  |  |        |        |
|  |                              |                                                |                                                |      |                              |           |           |  |        |        |  |  |        |        |
|  | アメリカ合衆国               | 7                                              |                                                |      |                              |           |           |  |        |        |  |  |        |        |
|  | アメリカ合衆国               | 7                                              |                                                |      |                              |           |           |  |        |        |  |  |        |        |
|  |                              |                                                | 韓国                                           | 2    |                              | 3位決定戦 | 3位決定戦 |  |        |        |  |  |        |        |
|  |                              |                                                | 韓国                                           | 2    |                              | 3位決定戦 | 3位決定戦 |  |        |        |  |  |        |        |
|  |                              |                                                |                                                |      | 第15試合 8月7日（土）午後0時 |           |           |  |        |        |  |  |        |        |
|  |                              |                                                |                                                |      |                              |           |           |  |        |        |  |  |        |        |
|  | ドミニカ共和国               | 10                                             |                                                |      |                              |           |           |  |        |        |  |  |        |        |
|  | ドミニカ共和国               | 10                                             |                                                |      |                              |           |           |  |        |        |  |  |        |        |
|  |                              |                                                |                                                | 韓国 | 6                            |           |           |  |        |        |  |  |        |        |
|  |                              |                                                |                                                | 韓国 | 6                            |           |           |  |        |        |  |  |        |        |
|  |                              |                                                |                                                |      |                              |           |           |  |        |        |  |  |        |        |
|  |                              |                                                |                                                |      |                              |           |           |  |        |        |  |  |        |        |
|  |                              |                                                |                                                |      |                              |           |           |  |        |        |  |  |        |        |

#### 8月1日 第7試合（1回戦）
|                               | 1 | 2 | 3 | 4 | 5 | 6 | 7 | 8 | 9 | R  | H  | E |
| ----------------------------- | - | - | - | - | - | - | - | - | - | -- | -- | - |
| イスラエル（2回戦 第9試合へ） | 1 | 0 | 5 | 0 | 0 | 0 | 6 | 0 | 0 | 12 | 12 | 0 |
| メキシコ（敗退決定）          | 0 | 0 | 4 | 0 | 0 | 1 | 0 | 0 | 0 | 5  | 8  | 1 |

1. 勝利：ザック・ワイス（1勝）
2. 敗戦：マニー・バレダ（1敗）
3. 本塁打
イスラエル：ダニー・バレンシア2号3ラン
4. 審判
［球審］Fabrizio Fabrizi（イタリア）
［塁審］一塁: 森健次郎（日本）、二塁: Kwang Hoe Kang（韓国）、三塁: Hua-Wen Chi（チャイニーズタイペイ）
5. 試合開始時刻: 午後0時00分  試合時間: 3時間30分  気温: 32°C  湿度: 62％
詳細: Olympics（日本語） / WBSC（日本語） / ESPN.com（英語）

| イスラエル | イスラエル | イスラエル        | イスラエル | イスラエル | メキシコ  | メキシコ  | メキシコ        | メキシコ | メキシコ |
| ---------- | ---------- | ----------------- | ---------- | --- | --------- | --------- | --------------- | -------- | --- |
| 打順       | 守備       | 選手              | 打席       | J・ゼイドR・ラバーンウェイD・バレンシアI・キンズラーT・ケリーS・バーチャムZ・ペンプラーゼB・ガイレンM・グラッサーN・リックレス | 打順      | 守備      | 選手            | 打席     | M・バレダA・ソリスE・ナバーロR・ゴインズI・ロドリゲスD・エスピノーサJ・メネセスJ・ジョーンズS・エリサルデA・ゴンザレス |
| 1          | 二         | I・キンズラー     | 右         | J・ゼイドR・ラバーンウェイD・バレンシアI・キンズラーT・ケリーS・バーチャムZ・ペンプラーゼB・ガイレンM・グラッサーN・リックレス | 1         | 三        | I・ロドリゲス   | 右       | M・バレダA・ソリスE・ナバーロR・ゴインズI・ロドリゲスD・エスピノーサJ・メネセスJ・ジョーンズS・エリサルデA・ゴンザレス |
| 2          | 一         | D・バレンシア     | 右         | J・ゼイドR・ラバーンウェイD・バレンシアI・キンズラーT・ケリーS・バーチャムZ・ペンプラーゼB・ガイレンM・グラッサーN・リックレス | 2         | 右        | S・エリサルデ   | 左       | M・バレダA・ソリスE・ナバーロR・ゴインズI・ロドリゲスD・エスピノーサJ・メネセスJ・ジョーンズS・エリサルデA・ゴンザレス |
| 3          | 捕         | R・ラバーンウェイ | 右         | J・ゼイドR・ラバーンウェイD・バレンシアI・キンズラーT・ケリーS・バーチャムZ・ペンプラーゼB・ガイレンM・グラッサーN・リックレス | 3         | 左        | J・メネセス     | 右       | M・バレダA・ソリスE・ナバーロR・ゴインズI・ロドリゲスD・エスピノーサJ・メネセスJ・ジョーンズS・エリサルデA・ゴンザレス |
| 4          | 中         | B・ガイレン       | 左         | J・ゼイドR・ラバーンウェイD・バレンシアI・キンズラーT・ケリーS・バーチャムZ・ペンプラーゼB・ガイレンM・グラッサーN・リックレス | 4         | DH        | A・ゴンザレス   | 左       | M・バレダA・ソリスE・ナバーロR・ゴインズI・ロドリゲスD・エスピノーサJ・メネセスJ・ジョーンズS・エリサルデA・ゴンザレス |
| 5          | DH         | N・リックレス     | 右         | J・ゼイドR・ラバーンウェイD・バレンシアI・キンズラーT・ケリーS・バーチャムZ・ペンプラーゼB・ガイレンM・グラッサーN・リックレス | 5         | 遊        | D・エスピノーサ | 両       | M・バレダA・ソリスE・ナバーロR・ゴインズI・ロドリゲスD・エスピノーサJ・メネセスJ・ジョーンズS・エリサルデA・ゴンザレス |
| 6          | 三         | T・ケリー         | 両         | J・ゼイドR・ラバーンウェイD・バレンシアI・キンズラーT・ケリーS・バーチャムZ・ペンプラーゼB・ガイレンM・グラッサーN・リックレス | 6         | 一        | E・ナバーロ     | 左       | M・バレダA・ソリスE・ナバーロR・ゴインズI・ロドリゲスD・エスピノーサJ・メネセスJ・ジョーンズS・エリサルデA・ゴンザレス |
| 7          | 右         | M・グラッサー     | 右         | J・ゼイドR・ラバーンウェイD・バレンシアI・キンズラーT・ケリーS・バーチャムZ・ペンプラーゼB・ガイレンM・グラッサーN・リックレス | 7         | 中        | J・ジョーンズ   | 右       | M・バレダA・ソリスE・ナバーロR・ゴインズI・ロドリゲスD・エスピノーサJ・メネセスJ・ジョーンズS・エリサルデA・ゴンザレス |
| 8          | 左         | Z・ペンプラーゼ   | 右         | J・ゼイドR・ラバーンウェイD・バレンシアI・キンズラーT・ケリーS・バーチャムZ・ペンプラーゼB・ガイレンM・グラッサーN・リックレス | 8         | 二        | R・ゴインズ     | 左       | M・バレダA・ソリスE・ナバーロR・ゴインズI・ロドリゲスD・エスピノーサJ・メネセスJ・ジョーンズS・エリサルデA・ゴンザレス |
| 9          | 遊         | S・バーチャム     | 右         | J・ゼイドR・ラバーンウェイD・バレンシアI・キンズラーT・ケリーS・バーチャムZ・ペンプラーゼB・ガイレンM・グラッサーN・リックレス | 9         | 捕        | A・ソリス       | 右       | M・バレダA・ソリスE・ナバーロR・ゴインズI・ロドリゲスD・エスピノーサJ・メネセスJ・ジョーンズS・エリサルデA・ゴンザレス |
| 先発投手   | 先発投手   | 先発投手          | 投球       | J・ゼイドR・ラバーンウェイD・バレンシアI・キンズラーT・ケリーS・バーチャムZ・ペンプラーゼB・ガイレンM・グラッサーN・リックレス | 先発投手  | 先発投手  | 先発投手        | 投球     | M・バレダA・ソリスE・ナバーロR・ゴインズI・ロドリゲスD・エスピノーサJ・メネセスJ・ジョーンズS・エリサルデA・ゴンザレス |
| J・ゼイド  | J・ゼイド  | J・ゼイド         | 右         | J・ゼイドR・ラバーンウェイD・バレンシアI・キンズラーT・ケリーS・バーチャムZ・ペンプラーゼB・ガイレンM・グラッサーN・リックレス | M・バレダ | M・バレダ | M・バレダ       | 右       | M・バレダA・ソリスE・ナバーロR・ゴインズI・ロドリゲスD・エスピノーサJ・メネセスJ・ジョーンズS・エリサルデA・ゴンザレス |

#### 8月1日 第8試合（1回戦）
|                                   | 1 | 2 | 3 | 4 | 5 | 6 | 7 | 8 | 9  | R | H  | E |
| --------------------------------- | - | - | - | - | - | - | - | - | -- | - | -- | - |
| ドミニカ共和国（敗者復活1回戦へ） | 1 | 0 | 0 | 2 | 0 | 0 | 0 | 0 | 0  | 3 | 6  | 0 |
| 韓国（2回戦 第9試合へ）           | 1 | 0 | 0 | 0 | 0 | 0 | 0 | 0 | 3x | 4 | 12 | 1 |

1. 勝利：呉昇桓（2勝）
2. 敗戦：ルイス・カスティージョ（1敗1S）
3. 本塁打
ドミニカ共和国：フアン・フランシスコ1号2ラン
4. 審判
［球審］Mark Winters（アメリカ合衆国）
［塁審］一塁: Jair Fernandez（メキシコ）、二塁: 笠原昌春（日本）、三塁: 丹波幸一（日本）
5. 試合開始時刻: 午後7時00分  試合時間: 3時間10分  気温: 30°C  湿度: 67％
詳細: Olympics（日本語） / WBSC（日本語） / ESPN.com（英語）

| ドミニカ共和国 | ドミニカ共和国 | ドミニカ共和国  | ドミニカ共和国 | ドミニカ共和国 | 韓国     | 韓国     | 韓国     | 韓国 | 韓国                                                         |
| -------------- | -------------- | --------------- | -------------- | --- | -------- | -------- | -------- | ---- | ------------------------------------------------------------ |
| 打順           | 守備           | 選手            | 打席           | R・バルデスC・バレリオJ・フラン · シスコY・ペレスE・メヒアJ・グーズマンJ・バティスタE・ボニファシオJ・ロドリゲスM・カブレラ | 打順     | 守備     | 選手     | 打席 | 李義理梁義智呉在一黄載均許敬民呉智煥金賢洙朴海旻李政厚姜白虎 |
| 1              | 中             | E・ボニファシオ | 両             | R・バルデスC・バレリオJ・フラン · シスコY・ペレスE・メヒアJ・グーズマンJ・バティスタE・ボニファシオJ・ロドリゲスM・カブレラ | 1        | 中       | 朴海旻   | 左   | 李義理梁義智呉在一黄載均許敬民呉智煥金賢洙朴海旻李政厚姜白虎 |
| 2              | DH             | M・カブレラ     | 両             | R・バルデスC・バレリオJ・フラン · シスコY・ペレスE・メヒアJ・グーズマンJ・バティスタE・ボニファシオJ・ロドリゲスM・カブレラ | 2        | DH       | 姜白虎   | 左   | 李義理梁義智呉在一黄載均許敬民呉智煥金賢洙朴海旻李政厚姜白虎 |
| 3              | 右             | J・ロドリゲス   | 右             | R・バルデスC・バレリオJ・フラン · シスコY・ペレスE・メヒアJ・グーズマンJ・バティスタE・ボニファシオJ・ロドリゲスM・カブレラ | 3        | 右       | 李政厚   | 左   | 李義理梁義智呉在一黄載均許敬民呉智煥金賢洙朴海旻李政厚姜白虎 |
| 4              | 一             | J・フランシスコ | 左             | R・バルデスC・バレリオJ・フラン · シスコY・ペレスE・メヒアJ・グーズマンJ・バティスタE・ボニファシオJ・ロドリゲスM・カブレラ | 4        | 捕       | 梁義智   | 右   | 李義理梁義智呉在一黄載均許敬民呉智煥金賢洙朴海旻李政厚姜白虎 |
| 5              | 左             | J・バティスタ   | 右             | R・バルデスC・バレリオJ・フラン · シスコY・ペレスE・メヒアJ・グーズマンJ・バティスタE・ボニファシオJ・ロドリゲスM・カブレラ | 5        | 左       | 金賢洙   | 左   | 李義理梁義智呉在一黄載均許敬民呉智煥金賢洙朴海旻李政厚姜白虎 |
| 6              | 三             | E・メヒア       | 両             | R・バルデスC・バレリオJ・フラン · シスコY・ペレスE・メヒアJ・グーズマンJ・バティスタE・ボニファシオJ・ロドリゲスM・カブレラ | 6        | 一       | 呉在一   | 左   | 李義理梁義智呉在一黄載均許敬民呉智煥金賢洙朴海旻李政厚姜白虎 |
| 7              | 捕             | C・バレリオ     | 両             | R・バルデスC・バレリオJ・フラン · シスコY・ペレスE・メヒアJ・グーズマンJ・バティスタE・ボニファシオJ・ロドリゲスM・カブレラ | 7        | 遊       | 呉智煥   | 左   | 李義理梁義智呉在一黄載均許敬民呉智煥金賢洙朴海旻李政厚姜白虎 |
| 8              | 遊             | J・グーズマン   | 両             | R・バルデスC・バレリオJ・フラン · シスコY・ペレスE・メヒアJ・グーズマンJ・バティスタE・ボニファシオJ・ロドリゲスM・カブレラ | 8        | 三       | 許敬民   | 右   | 李義理梁義智呉在一黄載均許敬民呉智煥金賢洙朴海旻李政厚姜白虎 |
| 9              | 二             | Y・ペレス       | 両             | R・バルデスC・バレリオJ・フラン · シスコY・ペレスE・メヒアJ・グーズマンJ・バティスタE・ボニファシオJ・ロドリゲスM・カブレラ | 9        | 二       | 黄載均   | 右   | 李義理梁義智呉在一黄載均許敬民呉智煥金賢洙朴海旻李政厚姜白虎 |
| 先発投手       | 先発投手       | 先発投手        | 投球           | R・バルデスC・バレリオJ・フラン · シスコY・ペレスE・メヒアJ・グーズマンJ・バティスタE・ボニファシオJ・ロドリゲスM・カブレラ | 先発投手 | 先発投手 | 先発投手 | 投球 | 李義理梁義智呉在一黄載均許敬民呉智煥金賢洙朴海旻李政厚姜白虎 |
| R・バルデス    | R・バルデス    | R・バルデス     | 左             | R・バルデスC・バレリオJ・フラン · シスコY・ペレスE・メヒアJ・グーズマンJ・バティスタE・ボニファシオJ・ロドリゲスM・カブレラ | 李義理   | 李義理   | 李義理   | 左   | 李義理梁義智呉在一黄載均許敬民呉智煥金賢洙朴海旻李政厚姜白虎 |

#### 8月2日 第9試合（2回戦）
|                               | 1 | 2 | 3 | 4 | 5 | 6 | 7 | R  | H  | E |
| ----------------------------- | - | - | - | - | - | - | - | -- | -- | - |
| イスラエル（敗者復活1回戦へ） | 0 | 0 | 0 | 0 | 1 | 0 | 0 | 1  | 3  | 2 |
| 韓国（準決勝 第13試合へ）     | 1 | 2 | 0 | 0 | 7 | 0 | 1 | 11 | 18 | 0 |

1. （7回コールドゲーム）
2. 勝利：曺尚佑（1勝）
3. 敗戦：ジョーイ・ワグマン（2敗）
4. 本塁打
韓国：呉智煥2号2ラン、金慧成1号2ラン
5. 審判
［球審］丹波幸一（日本）
［塁審］一塁: Kevin Sweeney（アメリカ合衆国）、二塁: 眞鍋勝已（日本）、三塁: Hua-Wen Chi（チャイニーズタイペイ）
6. 試合開始時刻: 午後0時00分  試合時間: 2時間53分  気温: 32°C  湿度: 61％
詳細: Olympics（日本語） / WBSC（日本語） / ESPN.com（英語）

| イスラエル  | イスラエル  | イスラエル        | イスラエル | イスラエル | 韓国     | 韓国     | 韓国     | 韓国 | 韓国                                                         |
| ----------- | ----------- | ----------------- | ---------- | --- | -------- | -------- | -------- | ---- | ------------------------------------------------------------ |
| 打順        | 守備        | 選手              | 打席       | J・ワグマンR・ラバーンウェイD・バレンシアI・キンズラーT・ケリーS・バーチャムZ・ペンプラーゼB・ガイレンM・グラッサーN・リックレス | 打順     | 守備     | 選手     | 打席 | 金民宇梁義智呉在一黄載均許敬民呉智煥金賢洙朴海旻李政厚姜白虎 |
| 1           | 二          | I・キンズラー     | 右         | J・ワグマンR・ラバーンウェイD・バレンシアI・キンズラーT・ケリーS・バーチャムZ・ペンプラーゼB・ガイレンM・グラッサーN・リックレス | 1        | 中       | 朴海旻   | 左   | 金民宇梁義智呉在一黄載均許敬民呉智煥金賢洙朴海旻李政厚姜白虎 |
| 2           | 一          | D・バレンシア     | 右         | J・ワグマンR・ラバーンウェイD・バレンシアI・キンズラーT・ケリーS・バーチャムZ・ペンプラーゼB・ガイレンM・グラッサーN・リックレス | 2        | DH       | 姜白虎   | 左   | 金民宇梁義智呉在一黄載均許敬民呉智煥金賢洙朴海旻李政厚姜白虎 |
| 3           | 捕          | R・ラバーンウェイ | 右         | J・ワグマンR・ラバーンウェイD・バレンシアI・キンズラーT・ケリーS・バーチャムZ・ペンプラーゼB・ガイレンM・グラッサーN・リックレス | 3        | 右       | 李政厚   | 左   | 金民宇梁義智呉在一黄載均許敬民呉智煥金賢洙朴海旻李政厚姜白虎 |
| 4           | 中          | B・ガイレン       | 左         | J・ワグマンR・ラバーンウェイD・バレンシアI・キンズラーT・ケリーS・バーチャムZ・ペンプラーゼB・ガイレンM・グラッサーN・リックレス | 4        | 捕       | 梁義智   | 右   | 金民宇梁義智呉在一黄載均許敬民呉智煥金賢洙朴海旻李政厚姜白虎 |
| 5           | DH          | N・リックレス     | 右         | J・ワグマンR・ラバーンウェイD・バレンシアI・キンズラーT・ケリーS・バーチャムZ・ペンプラーゼB・ガイレンM・グラッサーN・リックレス | 5        | 左       | 金賢洙   | 左   | 金民宇梁義智呉在一黄載均許敬民呉智煥金賢洙朴海旻李政厚姜白虎 |
| 6           | 三          | T・ケリー         | 両         | J・ワグマンR・ラバーンウェイD・バレンシアI・キンズラーT・ケリーS・バーチャムZ・ペンプラーゼB・ガイレンM・グラッサーN・リックレス | 6        | 一       | 呉在一   | 左   | 金民宇梁義智呉在一黄載均許敬民呉智煥金賢洙朴海旻李政厚姜白虎 |
| 7           | 右          | M・グラッサー     | 右         | J・ワグマンR・ラバーンウェイD・バレンシアI・キンズラーT・ケリーS・バーチャムZ・ペンプラーゼB・ガイレンM・グラッサーN・リックレス | 7        | 遊       | 呉智煥   | 左   | 金民宇梁義智呉在一黄載均許敬民呉智煥金賢洙朴海旻李政厚姜白虎 |
| 8           | 左          | Z・ペンプラーゼ   | 右         | J・ワグマンR・ラバーンウェイD・バレンシアI・キンズラーT・ケリーS・バーチャムZ・ペンプラーゼB・ガイレンM・グラッサーN・リックレス | 8        | 三       | 許敬民   | 右   | 金民宇梁義智呉在一黄載均許敬民呉智煥金賢洙朴海旻李政厚姜白虎 |
| 9           | 遊          | S・バーチャム     | 右         | J・ワグマンR・ラバーンウェイD・バレンシアI・キンズラーT・ケリーS・バーチャムZ・ペンプラーゼB・ガイレンM・グラッサーN・リックレス | 9        | 二       | 黄載均   | 右   | 金民宇梁義智呉在一黄載均許敬民呉智煥金賢洙朴海旻李政厚姜白虎 |
| 先発投手    | 先発投手    | 先発投手          | 投球       | J・ワグマンR・ラバーンウェイD・バレンシアI・キンズラーT・ケリーS・バーチャムZ・ペンプラーゼB・ガイレンM・グラッサーN・リックレス | 先発投手 | 先発投手 | 先発投手 | 投球 | 金民宇梁義智呉在一黄載均許敬民呉智煥金賢洙朴海旻李政厚姜白虎 |
| J・ワグマン | J・ワグマン | J・ワグマン       | 右         | J・ワグマンR・ラバーンウェイD・バレンシアI・キンズラーT・ケリーS・バーチャムZ・ペンプラーゼB・ガイレンM・グラッサーN・リックレス | 金民宇   | 金民宇   | 金民宇   | 右   | 金民宇梁義智呉在一黄載均許敬民呉智煥金賢洙朴海旻李政厚姜白虎 |

#### 8月2日 第10試合（2回戦）
|                                   | 1 | 2 | 3 | 4 | 5 | 6 | 7 | 8 | 9 | 10 | R | H  | E |
| --------------------------------- | - | - | - | - | - | - | - | - | - | -- | - | -- | - |
| アメリカ合衆国（敗者復活2回戦へ） | 0 | 0 | 0 | 3 | 3 | 0 | 0 | 0 | 0 | 0  | 6 | 12 | 2 |
| 日本（準決勝 第13試合へ）         | 0 | 0 | 2 | 1 | 2 | 0 | 0 | 0 | 1 | 1x | 7 | 12 | 0 |

1. （延長10回）
2. 勝利：栗林良吏（2勝1S）
3. 敗戦：エドウィン・ジャクソン（1敗）
4. 本塁打
アメリカ合衆国：トリストン・カサス2号3ラン
日本：鈴木誠也1号ソロ
5. 審判
［球審］Kwang Hoe Kang（韓国）
［塁審］一塁: Trent Thomas（オーストラリア）、二塁: Edwin Hernandez（プエルトリコ）、三塁: Jorge Niebla（キューバ）
6. 試合開始時刻: 午後7時00分  試合時間: 3時間53分  気温: 28°C  湿度: 83％
詳細: Olympics（日本語） / WBSC（日本語） / ESPN.com（英語）

| アメリカ合衆国 | アメリカ合衆国 | アメリカ合衆国      | アメリカ合衆国 | アメリカ合衆国 | 日本     | 日本     | 日本       | 日本 | 日本                                                                               |
| -------------- | -------------- | ------------------- | -------------- | --- | -------- | -------- | ---------- | ---- | ---------------------------------------------------------------------------------- |
| 打順           | 守備           | 選手                | 打席           | S・バズM・コロスバリT・カサスE・アルバレスT・フレイ · ジャーN・アレンJ・ウェスト · ブルックB・スターリングE・フィリアT・オースティン | 打順     | 守備     | 選手       | 打席 | 田中将大梅野隆太郎浅村栄斗菊池涼介村上宗隆坂本勇人吉田正尚柳田悠岐鈴木誠也山田哲人 |
| 1              | 左             | J・ウェストブルック | 右             | S・バズM・コロスバリT・カサスE・アルバレスT・フレイ · ジャーN・アレンJ・ウェスト · ブルックB・スターリングE・フィリアT・オースティン | 1        | DH       | 山田哲人   | 右   | 田中将大梅野隆太郎浅村栄斗菊池涼介村上宗隆坂本勇人吉田正尚柳田悠岐鈴木誠也山田哲人 |
| 2              | 二             | E・アルバレス       | 両             | S・バズM・コロスバリT・カサスE・アルバレスT・フレイ · ジャーN・アレンJ・ウェスト · ブルックB・スターリングE・フィリアT・オースティン | 2        | 遊       | 坂本勇人   | 右   | 田中将大梅野隆太郎浅村栄斗菊池涼介村上宗隆坂本勇人吉田正尚柳田悠岐鈴木誠也山田哲人 |
| 3              | DH             | T・オースティン     | 右             | S・バズM・コロスバリT・カサスE・アルバレスT・フレイ · ジャーN・アレンJ・ウェスト · ブルックB・スターリングE・フィリアT・オースティン | 3        | 左       | 吉田正尚   | 左   | 田中将大梅野隆太郎浅村栄斗菊池涼介村上宗隆坂本勇人吉田正尚柳田悠岐鈴木誠也山田哲人 |
| 4              | 一             | T・カサス           | 左             | S・バズM・コロスバリT・カサスE・アルバレスT・フレイ · ジャーN・アレンJ・ウェスト · ブルックB・スターリングE・フィリアT・オースティン | 4        | 右       | 鈴木誠也   | 右   | 田中将大梅野隆太郎浅村栄斗菊池涼介村上宗隆坂本勇人吉田正尚柳田悠岐鈴木誠也山田哲人 |
| 5              | 三             | T・フレイジャー     | 右             | S・バズM・コロスバリT・カサスE・アルバレスT・フレイ · ジャーN・アレンJ・ウェスト · ブルックB・スターリングE・フィリアT・オースティン | 5        | 一       | 浅村栄斗   | 右   | 田中将大梅野隆太郎浅村栄斗菊池涼介村上宗隆坂本勇人吉田正尚柳田悠岐鈴木誠也山田哲人 |
| 6              | 右             | E・フィリア         | 左             | S・バズM・コロスバリT・カサスE・アルバレスT・フレイ · ジャーN・アレンJ・ウェスト · ブルックB・スターリングE・フィリアT・オースティン | 6        | 中       | 柳田悠岐   | 左   | 田中将大梅野隆太郎浅村栄斗菊池涼介村上宗隆坂本勇人吉田正尚柳田悠岐鈴木誠也山田哲人 |
| 7              | 捕             | M・コロスバリ       | 右             | S・バズM・コロスバリT・カサスE・アルバレスT・フレイ · ジャーN・アレンJ・ウェスト · ブルックB・スターリングE・フィリアT・オースティン | 7        | 二       | 菊池涼介   | 右   | 田中将大梅野隆太郎浅村栄斗菊池涼介村上宗隆坂本勇人吉田正尚柳田悠岐鈴木誠也山田哲人 |
| 8              | 中             | B・スターリング     | 右             | S・バズM・コロスバリT・カサスE・アルバレスT・フレイ · ジャーN・アレンJ・ウェスト · ブルックB・スターリングE・フィリアT・オースティン | 8        | 三       | 村上宗隆   | 左   | 田中将大梅野隆太郎浅村栄斗菊池涼介村上宗隆坂本勇人吉田正尚柳田悠岐鈴木誠也山田哲人 |
| 9              | 遊             | N・アレン           | 右             | S・バズM・コロスバリT・カサスE・アルバレスT・フレイ · ジャーN・アレンJ・ウェスト · ブルックB・スターリングE・フィリアT・オースティン | 9        | 捕       | 梅野隆太郎 | 右   | 田中将大梅野隆太郎浅村栄斗菊池涼介村上宗隆坂本勇人吉田正尚柳田悠岐鈴木誠也山田哲人 |
| 先発投手       | 先発投手       | 先発投手            | 投球           | S・バズM・コロスバリT・カサスE・アルバレスT・フレイ · ジャーN・アレンJ・ウェスト · ブルックB・スターリングE・フィリアT・オースティン | 先発投手 | 先発投手 | 先発投手   | 投球 | 田中将大梅野隆太郎浅村栄斗菊池涼介村上宗隆坂本勇人吉田正尚柳田悠岐鈴木誠也山田哲人 |
| S・バズ        | S・バズ        | S・バズ             | 右             | S・バズM・コロスバリT・カサスE・アルバレスT・フレイ · ジャーN・アレンJ・ウェスト · ブルックB・スターリングE・フィリアT・オースティン | 田中将大 | 田中将大 | 田中将大   | 右   | 田中将大梅野隆太郎浅村栄斗菊池涼介村上宗隆坂本勇人吉田正尚柳田悠岐鈴木誠也山田哲人 |

日本が3回に2点を取るも、アメリカが4回に3点を入れて逆転。日本は4回に同点に追いつくも、5回にアメリカはカサスの3点本塁打で勝ち越す。5回ウラに日本は鈴木の本塁打などで2点を奪い1点差に。日本は9回、1死1・3塁から柳田の内野ゴロで同点に追いつき、タイブレークに突入した。
10回のアメリカは栗林の前に無得点、日本は代打栗原が犠打を決めて1死2・3塁となる。アメリカは内野を5人とし賭けに出たが、甲斐が適時打を放って日本がサヨナラ勝ちした。

#### 8月3日 第11試合（敗者復活1回戦）
|                                   | 1 | 2 | 3 | 4 | 5 | 6 | 7 | 8 | 9  | R | H | E |
| --------------------------------- | - | - | - | - | - | - | - | - | -- | - | - | - |
| イスラエル（敗退決定）            | 0 | 0 | 0 | 0 | 4 | 0 | 0 | 2 | 0  | 6 | 9 | 2 |
| ドミニカ共和国（敗者復活2回戦へ） | 1 | 0 | 1 | 0 | 0 | 2 | 1 | 0 | 2x | 7 | 9 | 1 |

1. 勝利：ルイス・カスティージョ（1勝1敗1S）
2. 敗戦：ザック・ワイス（1勝1敗）
3. 本塁打
イスラエル：ダニー・バレンシア3号2ラン
ドミニカ共和国：ジェイソン・グーズマン1号ソロ、ヨハン・ミーゼス1号ソロ
4. 審判
［球審］眞鍋勝已（日本）
［塁審］一塁: Jairo Mendoza（ニカラグア）、二塁: 森健次郎（日本）、三塁: Fabrizio Fabrizi（イタリア）
5. 試合開始時刻: 午後7時00分  試合時間: 2時間41分  気温: 30°C  湿度: 73％
詳細: Olympics（日本語） / WBSC（日本語） / ESPN.com（英語）

| イスラエル | イスラエル | イスラエル        | イスラエル | イスラエル | ドミニカ共和国 | ドミニカ共和国 | ドミニカ共和国    | ドミニカ共和国 | ドミニカ共和国 |
| ---------- | ---------- | ----------------- | ---------- | --- | -------------- | -------------- | ----------------- | -------------- | --- |
| 打順       | 守備       | 選手              | 打席       | J・ゼイドR・ラバーンウェイD・バレンシアI・キンズラーT・ケリーS・バーチャムZ・ペンプラーゼB・ガイレンM・グラッサーN・リックレス | 打順           | 守備           | 選手              | 打席           | C・メルセデスR・ボールドウィンJ・フラン · シスコG・ヌニェスE・メヒアJ・グーズマンJ・ミーゼスE・ボニファシオJ・ロドリゲスM・カブレラ |
| 1          | 二         | I・キンズラー     | 右         | J・ゼイドR・ラバーンウェイD・バレンシアI・キンズラーT・ケリーS・バーチャムZ・ペンプラーゼB・ガイレンM・グラッサーN・リックレス | 1              | 中             | E・ボニファシオ   | 両             | C・メルセデスR・ボールドウィンJ・フラン · シスコG・ヌニェスE・メヒアJ・グーズマンJ・ミーゼスE・ボニファシオJ・ロドリゲスM・カブレラ |
| 2          | 一         | D・バレンシア     | 右         | J・ゼイドR・ラバーンウェイD・バレンシアI・キンズラーT・ケリーS・バーチャムZ・ペンプラーゼB・ガイレンM・グラッサーN・リックレス | 2              | 三             | E・メヒア         | 両             | C・メルセデスR・ボールドウィンJ・フラン · シスコG・ヌニェスE・メヒアJ・グーズマンJ・ミーゼスE・ボニファシオJ・ロドリゲスM・カブレラ |
| 3          | 捕         | R・ラバーンウェイ | 右         | J・ゼイドR・ラバーンウェイD・バレンシアI・キンズラーT・ケリーS・バーチャムZ・ペンプラーゼB・ガイレンM・グラッサーN・リックレス | 3              | 右             | J・ロドリゲス     | 右             | C・メルセデスR・ボールドウィンJ・フラン · シスコG・ヌニェスE・メヒアJ・グーズマンJ・ミーゼスE・ボニファシオJ・ロドリゲスM・カブレラ |
| 4          | 中         | B・ガイレン       | 左         | J・ゼイドR・ラバーンウェイD・バレンシアI・キンズラーT・ケリーS・バーチャムZ・ペンプラーゼB・ガイレンM・グラッサーN・リックレス | 4              | 一             | J・フランシスコ   | 左             | C・メルセデスR・ボールドウィンJ・フラン · シスコG・ヌニェスE・メヒアJ・グーズマンJ・ミーゼスE・ボニファシオJ・ロドリゲスM・カブレラ |
| 5          | DH         | N・リックレス     | 右         | J・ゼイドR・ラバーンウェイD・バレンシアI・キンズラーT・ケリーS・バーチャムZ・ペンプラーゼB・ガイレンM・グラッサーN・リックレス | 5              | 左             | J・ミーゼス       | 右             | C・メルセデスR・ボールドウィンJ・フラン · シスコG・ヌニェスE・メヒアJ・グーズマンJ・ミーゼスE・ボニファシオJ・ロドリゲスM・カブレラ |
| 6          | 三         | T・ケリー         | 両         | J・ゼイドR・ラバーンウェイD・バレンシアI・キンズラーT・ケリーS・バーチャムZ・ペンプラーゼB・ガイレンM・グラッサーN・リックレス | 6              | DH             | M・カブレラ       | 両             | C・メルセデスR・ボールドウィンJ・フラン · シスコG・ヌニェスE・メヒアJ・グーズマンJ・ミーゼスE・ボニファシオJ・ロドリゲスM・カブレラ |
| 7          | 左         | Z・ペンプラーゼ   | 右         | J・ゼイドR・ラバーンウェイD・バレンシアI・キンズラーT・ケリーS・バーチャムZ・ペンプラーゼB・ガイレンM・グラッサーN・リックレス | 7              | 捕             | R・ボールドウィン | 両             | C・メルセデスR・ボールドウィンJ・フラン · シスコG・ヌニェスE・メヒアJ・グーズマンJ・ミーゼスE・ボニファシオJ・ロドリゲスM・カブレラ |
| 8          | 右         | M・グラッサー     | 右         | J・ゼイドR・ラバーンウェイD・バレンシアI・キンズラーT・ケリーS・バーチャムZ・ペンプラーゼB・ガイレンM・グラッサーN・リックレス | 8              | 遊             | J・グーズマン     | 両             | C・メルセデスR・ボールドウィンJ・フラン · シスコG・ヌニェスE・メヒアJ・グーズマンJ・ミーゼスE・ボニファシオJ・ロドリゲスM・カブレラ |
| 9          | 遊         | S・バーチャム     | 右         | J・ゼイドR・ラバーンウェイD・バレンシアI・キンズラーT・ケリーS・バーチャムZ・ペンプラーゼB・ガイレンM・グラッサーN・リックレス | 9              | 二             | G・ヌニェス       | 両             | C・メルセデスR・ボールドウィンJ・フラン · シスコG・ヌニェスE・メヒアJ・グーズマンJ・ミーゼスE・ボニファシオJ・ロドリゲスM・カブレラ |
| 先発投手   | 先発投手   | 先発投手          | 投球       | J・ゼイドR・ラバーンウェイD・バレンシアI・キンズラーT・ケリーS・バーチャムZ・ペンプラーゼB・ガイレンM・グラッサーN・リックレス | 先発投手       | 先発投手       | 先発投手          | 投球           | C・メルセデスR・ボールドウィンJ・フラン · シスコG・ヌニェスE・メヒアJ・グーズマンJ・ミーゼスE・ボニファシオJ・ロドリゲスM・カブレラ |
| J・ゼイド  | J・ゼイド  | J・ゼイド         | 右         | J・ゼイドR・ラバーンウェイD・バレンシアI・キンズラーT・ケリーS・バーチャムZ・ペンプラーゼB・ガイレンM・グラッサーN・リックレス | C・メルセデス  | C・メルセデス  | C・メルセデス     | 左             | C・メルセデスR・ボールドウィンJ・フラン · シスコG・ヌニェスE・メヒアJ・グーズマンJ・ミーゼスE・ボニファシオJ・ロドリゲスM・カブレラ |

#### 8月4日 第12試合（敗者復活2回戦）
|                                     | 1 | 2 | 3 | 4 | 5 | 6 | 7 | 8 | 9 | R | H | E |
| ----------------------------------- | - | - | - | - | - | - | - | - | - | - | - | - |
| ドミニカ共和国（3位決定戦へ）       | 0 | 0 | 0 | 0 | 0 | 0 | 0 | 0 | 1 | 1 | 5 | 0 |
| アメリカ合衆国（準決勝 第14試合へ） | 2 | 0 | 0 | 0 | 1 | 0 | 0 | 0 | X | 3 | 3 | 3 |

1. 勝利：スコット・カズミアー（1勝）
2. セーブ：デビッド・ロバートソン（1S）
3. 敗戦：デニー・レイエス（1敗）
4. 本塁打
ドミニカ共和国：チャーリー・バレリオ1号ソロ
アメリカ合衆国：トリストン・カサス3号2ラン、タイラー・オースティン2号ソロ
5. 審判
［球審］Jair Fernandez（メキシコ）
［塁審］一塁: 笠原昌春（日本）、二塁: Trevor Grieve（カナダ）、三塁: 森健次郎（日本）
6. 試合開始時刻: 午後0時00分  試合時間: 2時間52分  気温: 32°C  湿度: 64％
詳細: Olympics（日本語） / WBSC（日本語） / ESPN.com（英語）

| ドミニカ共和国 | ドミニカ共和国 | ドミニカ共和国  | ドミニカ共和国 | ドミニカ共和国 | アメリカ合衆国 | アメリカ合衆国 | アメリカ合衆国  | アメリカ合衆国 | アメリカ合衆国 |
| -------------- | -------------- | --------------- | -------------- | --- | -------------- | -------------- | --------------- | -------------- | --- |
| 打順           | 守備           | 選手            | 打席           | D・レイエスC・バレリオJ・フラン · シスコG・ヌニェスE・メヒアJ・グーズマンJ・バティスタJ・ロドリゲスJ・ミーゼスM・カブレラ | 打順           | 守備           | 選手            | 打席           | S・カズミアーM・コロスバリT・カサスE・アルバレスT・フレイ · ジャーN・アレンP・キブルハンJ・ロペスE・フィリアT・オースティン |
| 1              | 左             | J・バティスタ   | 右             | D・レイエスC・バレリオJ・フラン · シスコG・ヌニェスE・メヒアJ・グーズマンJ・バティスタJ・ロドリゲスJ・ミーゼスM・カブレラ | 1              | 二             | E・アルバレス   | 両             | S・カズミアーM・コロスバリT・カサスE・アルバレスT・フレイ · ジャーN・アレンP・キブルハンJ・ロペスE・フィリアT・オースティン |
| 2              | 三             | E・メヒア       | 両             | D・レイエスC・バレリオJ・フラン · シスコG・ヌニェスE・メヒアJ・グーズマンJ・バティスタJ・ロドリゲスJ・ミーゼスM・カブレラ | 2              | DH             | T・オースティン | 右             | S・カズミアーM・コロスバリT・カサスE・アルバレスT・フレイ · ジャーN・アレンP・キブルハンJ・ロペスE・フィリアT・オースティン |
| 3              | 中             | J・ロドリゲス   | 右             | D・レイエスC・バレリオJ・フラン · シスコG・ヌニェスE・メヒアJ・グーズマンJ・バティスタJ・ロドリゲスJ・ミーゼスM・カブレラ | 3              | 一             | T・カサス       | 左             | S・カズミアーM・コロスバリT・カサスE・アルバレスT・フレイ · ジャーN・アレンP・キブルハンJ・ロペスE・フィリアT・オースティン |
| 4              | 一             | J・フランシスコ | 左             | D・レイエスC・バレリオJ・フラン · シスコG・ヌニェスE・メヒアJ・グーズマンJ・バティスタJ・ロドリゲスJ・ミーゼスM・カブレラ | 4              | 三             | T・フレイジャー | 右             | S・カズミアーM・コロスバリT・カサスE・アルバレスT・フレイ · ジャーN・アレンP・キブルハンJ・ロペスE・フィリアT・オースティン |
| 5              | 右             | J・ミーゼス     | 右             | D・レイエスC・バレリオJ・フラン · シスコG・ヌニェスE・メヒアJ・グーズマンJ・バティスタJ・ロドリゲスJ・ミーゼスM・カブレラ | 5              | 右             | E・フィリア     | 左             | S・カズミアーM・コロスバリT・カサスE・アルバレスT・フレイ · ジャーN・アレンP・キブルハンJ・ロペスE・フィリアT・オースティン |
| 6              | DH             | M・カブレラ     | 両             | D・レイエスC・バレリオJ・フラン · シスコG・ヌニェスE・メヒアJ・グーズマンJ・バティスタJ・ロドリゲスJ・ミーゼスM・カブレラ | 6              | 捕             | M・コロスバリ   | 右             | S・カズミアーM・コロスバリT・カサスE・アルバレスT・フレイ · ジャーN・アレンP・キブルハンJ・ロペスE・フィリアT・オースティン |
| 7              | 捕             | C・バレリオ     | 両             | D・レイエスC・バレリオJ・フラン · シスコG・ヌニェスE・メヒアJ・グーズマンJ・バティスタJ・ロドリゲスJ・ミーゼスM・カブレラ | 7              | 左             | P・キブルハン   | 右             | S・カズミアーM・コロスバリT・カサスE・アルバレスT・フレイ · ジャーN・アレンP・キブルハンJ・ロペスE・フィリアT・オースティン |
| 8              | 遊             | J・グーズマン   | 両             | D・レイエスC・バレリオJ・フラン · シスコG・ヌニェスE・メヒアJ・グーズマンJ・バティスタJ・ロドリゲスJ・ミーゼスM・カブレラ | 8              | 遊             | N・アレン       | 右             | S・カズミアーM・コロスバリT・カサスE・アルバレスT・フレイ · ジャーN・アレンP・キブルハンJ・ロペスE・フィリアT・オースティン |
| 9              | 二             | G・ヌニェス     | 両             | D・レイエスC・バレリオJ・フラン · シスコG・ヌニェスE・メヒアJ・グーズマンJ・バティスタJ・ロドリゲスJ・ミーゼスM・カブレラ | 9              | 中             | J・ロペス       | 右             | S・カズミアーM・コロスバリT・カサスE・アルバレスT・フレイ · ジャーN・アレンP・キブルハンJ・ロペスE・フィリアT・オースティン |
| 先発投手       | 先発投手       | 先発投手        | 投球           | D・レイエスC・バレリオJ・フラン · シスコG・ヌニェスE・メヒアJ・グーズマンJ・バティスタJ・ロドリゲスJ・ミーゼスM・カブレラ | 先発投手       | 先発投手       | 先発投手        | 投球           | S・カズミアーM・コロスバリT・カサスE・アルバレスT・フレイ · ジャーN・アレンP・キブルハンJ・ロペスE・フィリアT・オースティン |
| D・レイエス    | D・レイエス    | D・レイエス     | 右             | D・レイエスC・バレリオJ・フラン · シスコG・ヌニェスE・メヒアJ・グーズマンJ・バティスタJ・ロドリゲスJ・ミーゼスM・カブレラ | S・カズミアー  | S・カズミアー  | S・カズミアー   | 左             | S・カズミアーM・コロスバリT・カサスE・アルバレスT・フレイ · ジャーN・アレンP・キブルハンJ・ロペスE・フィリアT・オースティン |

#### 8月4日 第13試合（準決勝）
|                           | 1 | 2 | 3 | 4 | 5 | 6 | 7 | 8 | 9 | R | H | E |
| ------------------------- | - | - | - | - | - | - | - | - | - | - | - | - |
| 韓国（準決勝 第14試合へ） | 0 | 0 | 0 | 0 | 0 | 2 | 0 | 0 | 0 | 2 | 7 | 1 |
| 日本（決勝戦へ）          | 0 | 0 | 1 | 0 | 1 | 0 | 0 | 3 | X | 5 | 9 | 1 |

1. 勝利：伊藤大海（1勝）
2. セーブ：栗林良吏（2勝2S）
3. 敗戦：高佑錫（1敗）
4. 審判
［球審］Edwin Hernandez（プエルトリコ）
［塁審］一塁: Hua-Wen Chi（チャイニーズタイペイ）、二塁: Jorge Niebla（キューバ）、三塁: Kevin Sweeney（アメリカ合衆国）
5. 試合開始時刻: 午後7時00分  試合時間: 3時間30分  気温: 31°C  湿度: 68％
詳細: Olympics（日本語） / WBSC（日本語） / ESPN.com（英語）

| 韓国     | 韓国     | 韓国     | 韓国 | 韓国                                                         | 日本     | 日本     | 日本     | 日本 | 日本                                                                             |
| -------- | -------- | -------- | ---- | ------------------------------------------------------------ | -------- | -------- | -------- | ---- | -------------------------------------------------------------------------------- |
| 打順     | 守備     | 選手     | 打席 | 高永表梁義智呉在一黄載均許敬民呉智煥金賢洙朴海旻李政厚姜白虎 | 打順     | 守備     | 選手     | 打席 | 山本由伸甲斐拓也浅村栄斗山田哲人村上宗隆坂本勇人近藤健介柳田悠岐鈴木誠也吉田正尚 |
| 1        | 中       | 朴海旻   | 左   | 高永表梁義智呉在一黄載均許敬民呉智煥金賢洙朴海旻李政厚姜白虎 | 1        | 二       | 山田哲人 | 右   | 山本由伸甲斐拓也浅村栄斗山田哲人村上宗隆坂本勇人近藤健介柳田悠岐鈴木誠也吉田正尚 |
| 2        | DH       | 姜白虎   | 左   | 高永表梁義智呉在一黄載均許敬民呉智煥金賢洙朴海旻李政厚姜白虎 | 2        | 遊       | 坂本勇人 | 右   | 山本由伸甲斐拓也浅村栄斗山田哲人村上宗隆坂本勇人近藤健介柳田悠岐鈴木誠也吉田正尚 |
| 3        | 右       | 李政厚   | 左   | 高永表梁義智呉在一黄載均許敬民呉智煥金賢洙朴海旻李政厚姜白虎 | 3        | DH       | 吉田正尚 | 左   | 山本由伸甲斐拓也浅村栄斗山田哲人村上宗隆坂本勇人近藤健介柳田悠岐鈴木誠也吉田正尚 |
| 4        | 捕       | 梁義智   | 右   | 高永表梁義智呉在一黄載均許敬民呉智煥金賢洙朴海旻李政厚姜白虎 | 4        | 右       | 鈴木誠也 | 右   | 山本由伸甲斐拓也浅村栄斗山田哲人村上宗隆坂本勇人近藤健介柳田悠岐鈴木誠也吉田正尚 |
| 5        | 左       | 金賢洙   | 左   | 高永表梁義智呉在一黄載均許敬民呉智煥金賢洙朴海旻李政厚姜白虎 | 5        | 一       | 浅村栄斗 | 右   | 山本由伸甲斐拓也浅村栄斗山田哲人村上宗隆坂本勇人近藤健介柳田悠岐鈴木誠也吉田正尚 |
| 6        | 一       | 呉在一   | 左   | 高永表梁義智呉在一黄載均許敬民呉智煥金賢洙朴海旻李政厚姜白虎 | 6        | 中       | 柳田悠岐 | 左   | 山本由伸甲斐拓也浅村栄斗山田哲人村上宗隆坂本勇人近藤健介柳田悠岐鈴木誠也吉田正尚 |
| 7        | 遊       | 呉智煥   | 左   | 高永表梁義智呉在一黄載均許敬民呉智煥金賢洙朴海旻李政厚姜白虎 | 7        | 左       | 近藤健介 | 左   | 山本由伸甲斐拓也浅村栄斗山田哲人村上宗隆坂本勇人近藤健介柳田悠岐鈴木誠也吉田正尚 |
| 8        | 三       | 許敬民   | 右   | 高永表梁義智呉在一黄載均許敬民呉智煥金賢洙朴海旻李政厚姜白虎 | 8        | 三       | 村上宗隆 | 左   | 山本由伸甲斐拓也浅村栄斗山田哲人村上宗隆坂本勇人近藤健介柳田悠岐鈴木誠也吉田正尚 |
| 9        | 二       | 黄載均   | 右   | 高永表梁義智呉在一黄載均許敬民呉智煥金賢洙朴海旻李政厚姜白虎 | 9        | 捕       | 甲斐拓也 | 右   | 山本由伸甲斐拓也浅村栄斗山田哲人村上宗隆坂本勇人近藤健介柳田悠岐鈴木誠也吉田正尚 |
| 先発投手 | 先発投手 | 先発投手 | 投球 | 高永表梁義智呉在一黄載均許敬民呉智煥金賢洙朴海旻李政厚姜白虎 | 先発投手 | 先発投手 | 先発投手 | 投球 | 山本由伸甲斐拓也浅村栄斗山田哲人村上宗隆坂本勇人近藤健介柳田悠岐鈴木誠也吉田正尚 |
| 高永表   | 高永表   | 高永表   | 右   | 高永表梁義智呉在一黄載均許敬民呉智煥金賢洙朴海旻李政厚姜白虎 | 山本由伸 | 山本由伸 | 山本由伸 | 右   | 山本由伸甲斐拓也浅村栄斗山田哲人村上宗隆坂本勇人近藤健介柳田悠岐鈴木誠也吉田正尚 |

#### 8月5日 第14試合（準決勝）
|                            | 1 | 2 | 3 | 4 | 5 | 6 | 7 | 8 | 9 | R | H | E |
| -------------------------- | - | - | - | - | - | - | - | - | - | - | - | - |
| 韓国（3位決定戦へ）        | 0 | 0 | 0 | 0 | 1 | 0 | 1 | 0 | 0 | 2 | 7 | 0 |
| アメリカ合衆国（決勝戦へ） | 0 | 1 | 0 | 1 | 0 | 5 | 0 | 0 | X | 7 | 9 | 1 |

1. 勝利：ライダー・ライアン（1勝）
2. 敗戦：李義理（1敗）
3. 本塁打
アメリカ合衆国：ジェイミー・ウェストブルック1号ソロ
4. 審判
［球審］Jairo Mendoza（ニカラグア）
［塁審］一塁: 眞鍋勝已（日本）、二塁: Fabrizio Fabrizi（イタリア）、三塁: 丹波幸一（日本）
5. 試合開始時刻: 午後7時00分  試合時間: 3時間16分  気温: 31°C  湿度: 62％
詳細: Olympics（日本語） / WBSC（日本語） / ESPN.com（英語）

| 韓国     | 韓国     | 韓国     | 韓国 | 韓国                                                         | アメリカ合衆国 | アメリカ合衆国 | アメリカ合衆国      | アメリカ合衆国 | アメリカ合衆国 |
| -------- | -------- | -------- | ---- | ------------------------------------------------------------ | -------------- | -------------- | ------------------- | -------------- | --- |
| 打順     | 守備     | 選手     | 打席 | 李義理姜珉鎬金賢洙金慧成許敬民呉智煥李政厚朴海旻朴健祐姜白虎 | 打順           | 守備           | 選手                | 打席           | J・ライアンM・コロスバリT・カサスE・アルバレスT・フレイ · ジャーN・アレンJ・ウェスト · ブルックJ・ロペスE・フィリアT・オースティン |
| 1        | 中       | 朴海旻   | 左   | 李義理姜珉鎬金賢洙金慧成許敬民呉智煥李政厚朴海旻朴健祐姜白虎 | 1              | 二             | E・アルバレス       | 両             | J・ライアンM・コロスバリT・カサスE・アルバレスT・フレイ · ジャーN・アレンJ・ウェスト · ブルックJ・ロペスE・フィリアT・オースティン |
| 2        | DH       | 姜白虎   | 左   | 李義理姜珉鎬金賢洙金慧成許敬民呉智煥李政厚朴海旻朴健祐姜白虎 | 2              | DH             | T・オースティン     | 右             | J・ライアンM・コロスバリT・カサスE・アルバレスT・フレイ · ジャーN・アレンJ・ウェスト · ブルックJ・ロペスE・フィリアT・オースティン |
| 3        | 左       | 李政厚   | 左   | 李義理姜珉鎬金賢洙金慧成許敬民呉智煥李政厚朴海旻朴健祐姜白虎 | 3              | 一             | T・カサス           | 左             | J・ライアンM・コロスバリT・カサスE・アルバレスT・フレイ · ジャーN・アレンJ・ウェスト · ブルックJ・ロペスE・フィリアT・オースティン |
| 4        | 一       | 金賢洙   | 左   | 李義理姜珉鎬金賢洙金慧成許敬民呉智煥李政厚朴海旻朴健祐姜白虎 | 4              | 三             | T・フレイジャー     | 右             | J・ライアンM・コロスバリT・カサスE・アルバレスT・フレイ · ジャーN・アレンJ・ウェスト · ブルックJ・ロペスE・フィリアT・オースティン |
| 5        | 捕       | 姜珉鎬   | 右   | 李義理姜珉鎬金賢洙金慧成許敬民呉智煥李政厚朴海旻朴健祐姜白虎 | 5              | 右             | E・フィリア         | 左             | J・ライアンM・コロスバリT・カサスE・アルバレスT・フレイ · ジャーN・アレンJ・ウェスト · ブルックJ・ロペスE・フィリアT・オースティン |
| 6        | 右       | 朴健祐   | 右   | 李義理姜珉鎬金賢洙金慧成許敬民呉智煥李政厚朴海旻朴健祐姜白虎 | 6              | 左             | J・ウェストブルック | 右             | J・ライアンM・コロスバリT・カサスE・アルバレスT・フレイ · ジャーN・アレンJ・ウェスト · ブルックJ・ロペスE・フィリアT・オースティン |
| 7        | 遊       | 呉智煥   | 左   | 李義理姜珉鎬金賢洙金慧成許敬民呉智煥李政厚朴海旻朴健祐姜白虎 | 7              | 捕             | M・コロスバリ       | 右             | J・ライアンM・コロスバリT・カサスE・アルバレスT・フレイ · ジャーN・アレンJ・ウェスト · ブルックJ・ロペスE・フィリアT・オースティン |
| 8        | 三       | 許敬民   | 右   | 李義理姜珉鎬金賢洙金慧成許敬民呉智煥李政厚朴海旻朴健祐姜白虎 | 8              | 遊             | N・アレン           | 右             | J・ライアンM・コロスバリT・カサスE・アルバレスT・フレイ · ジャーN・アレンJ・ウェスト · ブルックJ・ロペスE・フィリアT・オースティン |
| 9        | 二       | 金慧成   | 左   | 李義理姜珉鎬金賢洙金慧成許敬民呉智煥李政厚朴海旻朴健祐姜白虎 | 9              | 中             | J・ロペス           | 右             | J・ライアンM・コロスバリT・カサスE・アルバレスT・フレイ · ジャーN・アレンJ・ウェスト · ブルックJ・ロペスE・フィリアT・オースティン |
| 先発投手 | 先発投手 | 先発投手 | 投球 | 李義理姜珉鎬金賢洙金慧成許敬民呉智煥李政厚朴海旻朴健祐姜白虎 | 先発投手       | 先発投手       | 先発投手            | 投球           | J・ライアンM・コロスバリT・カサスE・アルバレスT・フレイ · ジャーN・アレンJ・ウェスト · ブルックJ・ロペスE・フィリアT・オースティン |
| 李義理   | 李義理   | 李義理   | 左   | 李義理姜珉鎬金賢洙金慧成許敬民呉智煥李政厚朴海旻朴健祐姜白虎 | J・ライアン    | J・ライアン    | J・ライアン         | 右             | J・ライアンM・コロスバリT・カサスE・アルバレスT・フレイ · ジャーN・アレンJ・ウェスト · ブルックJ・ロペスE・フィリアT・オースティン |

#### 8月7日 第15試合（3位決定戦）
|                                | 1 | 2 | 3 | 4 | 5 | 6 | 7 | 8 | 9 | R  | H  | E |
| ------------------------------ | - | - | - | - | - | - | - | - | - | -- | -- | - |
| ドミニカ共和国（銅メダル獲得） | 4 | 0 | 0 | 0 | 1 | 0 | 0 | 5 | 0 | 10 | 14 | 0 |
| 韓国（4位）                    | 0 | 1 | 0 | 1 | 4 | 0 | 0 | 0 | 0 | 6  | 13 | 0 |

1. 勝利：C.C.メルセデス（1勝）
2. セーブ：ジャンボ・ディアス（1S）
3. 敗戦：呉昇桓（2勝1敗）
4. 本塁打
ドミニカ共和国：フリオ・ロドリゲス1号2ラン、フアン・フランシスコ2号ソロ、ヨハン・ミーゼス2号2ラン
韓国：金賢洙2号ソロ
5. 審判
［球審］Kevin Sweeney（アメリカ合衆国）
［塁審］一塁: 森健次郎（日本）、二塁: Mark Winters（アメリカ合衆国）、三塁: 笠原昌春（日本）
［外審］左翼: 丹波幸一（日本）、右翼: Fabrizio Fabrizi（イタリア）
6. 試合開始時刻: 午後0時00分  試合時間: 3時間53分  気温: 27°C  湿度: 87％
詳細: Olympics（日本語） / WBSC（日本語） / ESPN.com（英語）

| ドミニカ共和国 | ドミニカ共和国 | ドミニカ共和国  | ドミニカ共和国 | ドミニカ共和国 | 韓国     | 韓国     | 韓国     | 韓国 | 韓国                                                         |
| -------------- | -------------- | --------------- | -------------- | --- | -------- | -------- | -------- | ---- | ------------------------------------------------------------ |
| 打順           | 守備           | 選手            | 打席           | R・バルデスC・バレリオJ・フラン · シスコE・メヒアJ・バティスタJ・グーズマンJ・ミーゼスE・ボニファシオJ・ロドリゲスM・カブレラ | 打順     | 守備     | 選手     | 打席 | 金民宇梁義智金賢洙金慧成許敬民呉智煥李政厚朴海旻朴健祐姜白虎 |
| 1              | 中             | E・ボニファシオ | 両             | R・バルデスC・バレリオJ・フラン · シスコE・メヒアJ・バティスタJ・グーズマンJ・ミーゼスE・ボニファシオJ・ロドリゲスM・カブレラ | 1        | 中       | 朴海旻   | 左   | 金民宇梁義智金賢洙金慧成許敬民呉智煥李政厚朴海旻朴健祐姜白虎 |
| 2              | 二             | E・メヒア       | 両             | R・バルデスC・バレリオJ・フラン · シスコE・メヒアJ・バティスタJ・グーズマンJ・ミーゼスE・ボニファシオJ・ロドリゲスM・カブレラ | 2        | 三       | 許敬民   | 右   | 金民宇梁義智金賢洙金慧成許敬民呉智煥李政厚朴海旻朴健祐姜白虎 |
| 3              | 右             | J・ロドリゲス   | 右             | R・バルデスC・バレリオJ・フラン · シスコE・メヒアJ・バティスタJ・グーズマンJ・ミーゼスE・ボニファシオJ・ロドリゲスM・カブレラ | 3        | 左       | 李政厚   | 左   | 金民宇梁義智金賢洙金慧成許敬民呉智煥李政厚朴海旻朴健祐姜白虎 |
| 4              | 一             | J・フランシスコ | 左             | R・バルデスC・バレリオJ・フラン · シスコE・メヒアJ・バティスタJ・グーズマンJ・ミーゼスE・ボニファシオJ・ロドリゲスM・カブレラ | 4        | 一       | 金賢洙   | 左   | 金民宇梁義智金賢洙金慧成許敬民呉智煥李政厚朴海旻朴健祐姜白虎 |
| 5              | 左             | J・ミーゼス     | 右             | R・バルデスC・バレリオJ・フラン · シスコE・メヒアJ・バティスタJ・グーズマンJ・ミーゼスE・ボニファシオJ・ロドリゲスM・カブレラ | 5        | 右       | 朴健祐   | 右   | 金民宇梁義智金賢洙金慧成許敬民呉智煥李政厚朴海旻朴健祐姜白虎 |
| 6              | DH             | M・カブレラ     | 両             | R・バルデスC・バレリオJ・フラン · シスコE・メヒアJ・バティスタJ・グーズマンJ・ミーゼスE・ボニファシオJ・ロドリゲスM・カブレラ | 6        | DH       | 姜白虎   | 左   | 金民宇梁義智金賢洙金慧成許敬民呉智煥李政厚朴海旻朴健祐姜白虎 |
| 7              | 三             | J・バティスタ   | 右             | R・バルデスC・バレリオJ・フラン · シスコE・メヒアJ・バティスタJ・グーズマンJ・ミーゼスE・ボニファシオJ・ロドリゲスM・カブレラ | 7        | 遊       | 呉智煥   | 左   | 金民宇梁義智金賢洙金慧成許敬民呉智煥李政厚朴海旻朴健祐姜白虎 |
| 8              | 捕             | C・バレリオ     | 両             | R・バルデスC・バレリオJ・フラン · シスコE・メヒアJ・バティスタJ・グーズマンJ・ミーゼスE・ボニファシオJ・ロドリゲスM・カブレラ | 8        | 捕       | 梁義智   | 右   | 金民宇梁義智金賢洙金慧成許敬民呉智煥李政厚朴海旻朴健祐姜白虎 |
| 9              | 遊             | J・グーズマン   | 両             | R・バルデスC・バレリオJ・フラン · シスコE・メヒアJ・バティスタJ・グーズマンJ・ミーゼスE・ボニファシオJ・ロドリゲスM・カブレラ | 9        | 二       | 金慧成   | 左   | 金民宇梁義智金賢洙金慧成許敬民呉智煥李政厚朴海旻朴健祐姜白虎 |
| 先発投手       | 先発投手       | 先発投手        | 投球           | R・バルデスC・バレリオJ・フラン · シスコE・メヒアJ・バティスタJ・グーズマンJ・ミーゼスE・ボニファシオJ・ロドリゲスM・カブレラ | 先発投手 | 先発投手 | 先発投手 | 投球 | 金民宇梁義智金賢洙金慧成許敬民呉智煥李政厚朴海旻朴健祐姜白虎 |
| R・バルデス    | R・バルデス    | R・バルデス     | 左             | R・バルデスC・バレリオJ・フラン · シスコE・メヒアJ・バティスタJ・グーズマンJ・ミーゼスE・ボニファシオJ・ロドリゲスM・カブレラ | 金民宇   | 金民宇   | 金民宇   | 右   | 金民宇梁義智金賢洙金慧成許敬民呉智煥李政厚朴海旻朴健祐姜白虎 |

#### 8月7日 第16試合（決勝戦）
|                                | 1 | 2 | 3 | 4 | 5 | 6 | 7 | 8 | 9 | R |
| ------------------------------ | - | - | - | - | - | - | - | - | - | - |
| アメリカ合衆国（銀メダル獲得） | 0 | 0 | 0 | 0 | 0 | 0 | 0 | 0 | 0 | 0 |
| 日本（金メダル獲得）           | 0 | 0 | 1 | 0 | 0 | 0 | 0 | 1 | X | 2 |

1. 勝利：森下暢仁（2勝）
2. セーブ：栗林良吏（2勝3S）
3. 敗戦：ニック・マルティネス（1勝1敗）
4. 本塁打
日本：村上宗隆1号ソロ
5. 審判
［球審］Hua-Wen Chi（チャイニーズタイペイ）
［塁審］一塁: Kwang Hoe Kang（韓国）、二塁: Jairo Mendoza（ニカラグア）、三塁: Trevor Grieve（カナダ）
［外審］左翼: Edwin Hernandez（プエルトリコ）、右翼: Jorge Niebla（キューバ）
6. 試合開始時刻: 午後7時00分  試合時間: 3時間0分  気温: 28°C  湿度: 82％
詳細: Olympics（日本語） / WBSC（日本語） / ESPN.com（英語）

| アメリカ合衆国  | アメリカ合衆国  | アメリカ合衆国      | アメリカ合衆国 | アメリカ合衆国 | 日本     | 日本     | 日本     | 日本 | 日本                                                                             |
| --------------- | --------------- | ------------------- | -------------- | --- | -------- | -------- | -------- | ---- | -------------------------------------------------------------------------------- |
| 打順            | 守備            | 選手                | 打席           | N・マルティネスM・コロスバリT・カサスE・アルバレスT・フレイ · ジャーN・アレンJ・ウェスト · ブルックJ・ロペスE・フィリアT・オースティン | 打順     | 守備     | 選手     | 打席 | 森下暢仁甲斐拓也浅村栄斗菊池涼介村上宗隆坂本勇人吉田正尚柳田悠岐鈴木誠也山田哲人 |
| 1               | 二              | E・アルバレス       | 両             | N・マルティネスM・コロスバリT・カサスE・アルバレスT・フレイ · ジャーN・アレンJ・ウェスト · ブルックJ・ロペスE・フィリアT・オースティン | 1        | DH       | 山田哲人 | 右   | 森下暢仁甲斐拓也浅村栄斗菊池涼介村上宗隆坂本勇人吉田正尚柳田悠岐鈴木誠也山田哲人 |
| 2               | DH              | T・オースティン     | 右             | N・マルティネスM・コロスバリT・カサスE・アルバレスT・フレイ · ジャーN・アレンJ・ウェスト · ブルックJ・ロペスE・フィリアT・オースティン | 2        | 遊       | 坂本勇人 | 右   | 森下暢仁甲斐拓也浅村栄斗菊池涼介村上宗隆坂本勇人吉田正尚柳田悠岐鈴木誠也山田哲人 |
| 3               | 一              | T・カサス           | 左             | N・マルティネスM・コロスバリT・カサスE・アルバレスT・フレイ · ジャーN・アレンJ・ウェスト · ブルックJ・ロペスE・フィリアT・オースティン | 3        | 左       | 吉田正尚 | 左   | 森下暢仁甲斐拓也浅村栄斗菊池涼介村上宗隆坂本勇人吉田正尚柳田悠岐鈴木誠也山田哲人 |
| 4               | 三              | T・フレイジャー     | 右             | N・マルティネスM・コロスバリT・カサスE・アルバレスT・フレイ · ジャーN・アレンJ・ウェスト · ブルックJ・ロペスE・フィリアT・オースティン | 4        | 右       | 鈴木誠也 | 右   | 森下暢仁甲斐拓也浅村栄斗菊池涼介村上宗隆坂本勇人吉田正尚柳田悠岐鈴木誠也山田哲人 |
| 5               | 右              | E・フィリア         | 左             | N・マルティネスM・コロスバリT・カサスE・アルバレスT・フレイ · ジャーN・アレンJ・ウェスト · ブルックJ・ロペスE・フィリアT・オースティン | 5        | 一       | 浅村栄斗 | 右   | 森下暢仁甲斐拓也浅村栄斗菊池涼介村上宗隆坂本勇人吉田正尚柳田悠岐鈴木誠也山田哲人 |
| 6               | 左              | J・ウェストブルック | 右             | N・マルティネスM・コロスバリT・カサスE・アルバレスT・フレイ · ジャーN・アレンJ・ウェスト · ブルックJ・ロペスE・フィリアT・オースティン | 6        | 中       | 柳田悠岐 | 左   | 森下暢仁甲斐拓也浅村栄斗菊池涼介村上宗隆坂本勇人吉田正尚柳田悠岐鈴木誠也山田哲人 |
| 7               | 捕              | M・コロスバリ       | 右             | N・マルティネスM・コロスバリT・カサスE・アルバレスT・フレイ · ジャーN・アレンJ・ウェスト · ブルックJ・ロペスE・フィリアT・オースティン | 7        | 二       | 菊池涼介 | 右   | 森下暢仁甲斐拓也浅村栄斗菊池涼介村上宗隆坂本勇人吉田正尚柳田悠岐鈴木誠也山田哲人 |
| 8               | 遊              | N・アレン           | 右             | N・マルティネスM・コロスバリT・カサスE・アルバレスT・フレイ · ジャーN・アレンJ・ウェスト · ブルックJ・ロペスE・フィリアT・オースティン | 8        | 三       | 村上宗隆 | 左   | 森下暢仁甲斐拓也浅村栄斗菊池涼介村上宗隆坂本勇人吉田正尚柳田悠岐鈴木誠也山田哲人 |
| 9               | 中              | J・ロペス           | 右             | N・マルティネスM・コロスバリT・カサスE・アルバレスT・フレイ · ジャーN・アレンJ・ウェスト · ブルックJ・ロペスE・フィリアT・オースティン | 9        | 捕       | 甲斐拓也 | 右   | 森下暢仁甲斐拓也浅村栄斗菊池涼介村上宗隆坂本勇人吉田正尚柳田悠岐鈴木誠也山田哲人 |
| 先発投手        | 先発投手        | 先発投手            | 投球           | N・マルティネスM・コロスバリT・カサスE・アルバレスT・フレイ · ジャーN・アレンJ・ウェスト · ブルックJ・ロペスE・フィリアT・オースティン | 先発投手 | 先発投手 | 先発投手 | 投球 | 森下暢仁甲斐拓也浅村栄斗菊池涼介村上宗隆坂本勇人吉田正尚柳田悠岐鈴木誠也山田哲人 |
| N・マルティネス | N・マルティネス | N・マルティネス     | 右             | N・マルティネスM・コロスバリT・カサスE・アルバレスT・フレイ · ジャーN・アレンJ・ウェスト · ブルックJ・ロペスE・フィリアT・オースティン | 森下暢仁 | 森下暢仁 | 森下暢仁 | 右   | 森下暢仁甲斐拓也浅村栄斗菊池涼介村上宗隆坂本勇人吉田正尚柳田悠岐鈴木誠也山田哲人 |

アメリカの先発はN・マルティネス、日本の先発は森下暢仁とNPB所属選手による投げ合いとなった。日本は3回に村上の本塁打で先制、8回1死2塁から吉田の安打で山田が好走塁でホームを陥れ、追加点を奪った。日本投手陣はアメリカ打線を無得点に抑え、公開競技であったロサンゼルス大会以来、37年ぶりの金メダルとなった。

### 最終順位
| 順位 | 国・地域       | 勝数 | 敗数 | 得点 | 失点 |
| ---- | -------------- | ---- | ---- | ---- | ---- |
| 1    | 日本           | 5    | 0    | 25   | 15   |
| 2    | アメリカ合衆国 | 4    | 2    | 28   | 13   |
| 3    | ドミニカ共和国 | 3    | 3    | 25   | 23   |
| 4    | 韓国           | 3    | 4    | 33   | 30   |
| 5    | イスラエル     | 1    | 4    | 25   | 37   |
| 6    | メキシコ       | 0    | 3    | 9    | 20   |

### 優勝国
| 東京オリンピック野球競技優勝国 |
| ------------------------------ |
| · 日本 · 初優勝                |

## 表彰選手

### メダリスト
| 種目         | 金 | 銀 | 銅 |
| ------------ | --- | --- | --- |
| 野球（男子） | 日本 (JPN) 山田哲人 源田壮亮 浅村栄斗 菊池涼介 坂本勇人 梅野隆太郎 近藤健介 柳田悠岐 甲斐拓也 青柳晃洋 岩崎優 森下暢仁 伊藤大海 山本由伸 田中将大 山﨑康晃 栗林良吏 千賀滉大 大野雄大 栗原陵矢 吉田正尚 鈴木誠也 村上宗隆 平良海馬 | アメリカ合衆国 (USA) エディ・アルバレス エリック・フィリア ジャック・ロペス マーク・コロスバリ ニック・アレン ジェイミー・ウェストブルック ニック・マルティネス スコット・カズミアー パトリック・キブルハン タイラー・オースティン バッバ・スターリング トッド・フレイジャー トリストン・カサス ライダー・ライアン デビット・ロバートソン アンソニー・ゴース ブランドン・ディクソン エドウィン・ジャクソン ティム・フェデロビッチ シェーン・バズ スコット・マクガフ ジョー・ライアン シメオン・ウッズ・リチャードソン アンソニー・カーター | ドミニカ共和国 (DOM) グスタボ・ヌニェス イエフリ・ペレス エリック・メヒア チャーリー・バレリオ ジェイソン・グーズマン メルキー・カブレラ C.C.メルセデス ロルダニ・ボールドウィン フリオ・ロドリゲス ホセ・バティスタ ラモン・ロッソ ジュニオール・ガルシア ルイス・カスティージョ ハイロ・アセンシオ フアン・フランシスコ ヨハン・ミーゼス ヤン・マリーネス エンジェル・サンチェス ダリオ・アルバレス デニー・レイエス ラウル・バルデス エミリオ・ボニファシオ ジャンボ・ディアス ガブリエル・アリアス |

アメリカ合衆国のエディ・アルバレスは、ショートトラックスピードスケート選手として2014年のソチ冬季オリンピックにも出場し、男子5,000mリレーで銀メダルを獲得している。夏季・冬季の両方でメダリストとなったのは、アルバレスが史上6人目である。

### オール・オリンピック・チーム（ベストナイン）
世界野球ソフトボール連盟（WBSC）により選出。
| 表彰部門                       | 表彰部門       | 選出選手               | 所属球団                                |
| ------------------------------ | -------------- | ---------------------- | --------------------------------------- |
| MVP                            | MVP            | 山田哲人               | 東京ヤクルトスワローズ                  |
| 最優秀守備選手                 | 最優秀守備選手 | ニック・アレン         | オークランド・アスレチックス傘下AAA級   |
| オール・ オリンピック・ チーム | 投手（右）     | 山本由伸               | オリックス・バファローズ                |
| オール・ オリンピック・ チーム | 投手（左）     | アンソニー・ゴース     | クリーブランド・インディアンス傘下AAA級 |
| オール・ オリンピック・ チーム | 捕手           | 甲斐拓也               | 福岡ソフトバンクホークス                |
| オール・ オリンピック・ チーム | 一塁手         | トリストン・カサス     | ボストン・レッドソックス傘下AA級        |
| オール・ オリンピック・ チーム | 二塁手         | エディ・アルバレス     | マイアミ・マーリンズ傘下AAA級           |
| オール・ オリンピック・ チーム | 三塁手         | エリック・メヒア       | カンザスシティ・ロイヤルズ傘下AAA級     |
| オール・ オリンピック・ チーム | 遊撃手         | 坂本勇人               | 読売ジャイアンツ                        |
| オール・ オリンピック・ チーム | 左翼手         | 金賢洙                 | LGツインズ                              |
| オール・ オリンピック・ チーム | 中堅手         | 朴海旻                 | サムスン・ライオンズ                    |
| オール・ オリンピック・ チーム | 右翼手         | ミッチ・グラッサー     | スーフォールズ・カナリーズ              |
| オール・ オリンピック・ チーム | 指名打者       | タイラー・オースティン | 横浜DeNAベイスターズ                    |